# スバル・サンバー
サンバー（SAMBAR）は、SUBARUが販売する軽商用車である。1961年（昭和36年）2月1日に発売された初代から2012年（平成24年）4月1日まで販売されていた。なお、6代目モデルまでは同社が開発並びに生産を行っていたが、7代目以降はダイハツ・ハイゼットのOEMとなり、ダイハツ工業が生産している。
2023年（令和5年）1月現在、「スバル」それ自身を除く、スバルブランドにおける最も古い商標である。軽自動車及び軽トラック・軽バン全体の商標としても現在のOEM元たるハイゼットに次いで2番目の長寿車種であり、更には日本車全体でも7番目の長寿車種である。

## 概要
1961年から2012年までの自社生産時代は、モデルチェンジを繰り返しつつも、リアエンド床下にエンジンを横置きに搭載した「リアエンジン」レイアウトを採用してきた。特に積空差の大きい軽トラックにとっては、荷台の床下にあるエンジンは恰好のバラスト役を果たすため、空車時でも十全なトラクションが確保され、安定した走行、登坂能力を得ている。さらに日本においては乗用車でも普及していなかった四輪独立懸架を1961年の発売当初から採用しており、この2つは軽トラック・軽キャブオーバーバン市場において長くサンバーのみが持つ特徴であった。これらの構成ゆえ、「農道のポルシェ」などとユーザーから冗談混じりに、時には敬意を込めて評されることもある。これらの特徴は、初代モデル開発にあたって先行した乗用車のスバル・360の技術を応用した結果の産物であったが、富士重工が通常型軽乗用車のカテゴリーで前輪駆動方式に移行した1980年代以降も、サンバーではリアエンジン方式が踏襲され続けた。
特記すべき事項として、1980年に通常型軽トラック・軽キャブオーバーバンとして初めて四輪駆動方式が一部を除き設定され、以後他社も追随したことで、軽トラックと軽キャブオーバーバンの実用性の向上に大きく寄与した。全車前輪ベンチレーテッドディスクブレーキ、直列4気筒エンジンの採用も早く、エアバッグの2センサー化は、同世代の普通乗用車にも採用例は少なかった。
更に4気筒エンジン導入後の1990年代からは、日本でも数少ないルーツ式スーパーチャージャー装備モデルが設定された。58馬力（ネット値。6代目モデルでの場合）を発生するモデルであり、高速道路での走行も多い赤帽便用などに重用された（いわゆる「赤帽サンバー」。詳細は後述）。なおインタークーラーはスペースやレイアウトの制約から非搭載である。ライバル車種のスズキ・エブリイ/キャリイ、ダイハツ・アトレー/ハイゼットなどは後に乗用ワゴン系と共通のインタークーラーターボエンジンに移行したが、その後軽トラの過給機付モデルは相次いでラインナップから消滅し、自社生産時代末期には軽トラ市場において唯一過給機付エンジンが選べるモデルとなっていた。
これらのユニークな特徴により重用するユーザーも多く、軽トラック市場でも独自の地位を保ってきた存在であったが、スバルの軽自動車事業撤退により、先立って生産が終了した乗用モデルのサンバーディアスワゴンに続いて2012年2月28日を以って商用モデルのトラック、バンともに生産が終了した。2012年4月2日よりダイハツからハイゼットトラック、およびハイゼットカーゴのOEM受給へ切替られた（ダイハツはすでにトヨタ自動車ピクシストラック、ピクシスバンとしてOEM供給を行っており、これにより3兄弟車種となった）。現在サンバーの生産ラインは、BRZと兄弟車であるトヨタ・86（現・GR86）へと切り替わっている。

### キャブオーバーレイアウトとリアエンジン
衝突安全基準の厳格化により、1990年代から一時、同種の他社の軽ワンボックス／軽トラックの多くがセミキャブオーバー型採用に至ったのに対し、サンバーは初代から一貫してワンボックス・トラックとも全てフルキャブオーバー型を採用してきた。このため、トラックでは荷台、バンでは荷室長を他社製品よりも大きく確保しており、一時期、ガラス屋や畳屋などが一般家庭に配達する際はサンバーでないと運べないというケースも少なくなかった。こうした理由も、赤帽など軽貨物事業者需要と併せてサンバーの『固定客』として根強い人気・需要を保った一因であった。
ただし、前輪が前席下に存在するため、衝突時に前輪が衝撃を吸収するセミキャブオーバー車と比べると前席の乗員保護性能（パッシブ・セーフティ）はどうしても劣る。また、6代目ではフロントにクラッシャブルゾーンを設けた分オーバーハングが大きくなったため、フロントバンパーにリップスポイラーのある車両では特に実効アプローチアングルが狭く、水平に近い路面から急勾配に進入する際など、進入角度によってはスポイラー下部分を擦る可能性があった。6代目の中頃までは、フロントナンバープレートがバンパー下に位置していたが、のちに改善された。
エンジンの点検口は、上蓋である荷台のサービスハッチと、リアバンパーを兼ねたエンジンカバーの2箇所。大掛かりな整備で荷台のサービスハッチを開く場合には積荷を降ろさねばならないため、常時荷物を積載する・荷台に何か設営する等の使い方をする場合は注意を要するが、主なメンテナンス（オイルレベルの確認や給油、ベルトの張り具合、プラグの状態確認等）はリアバンパーを開けば支障なく行えた。

## 歴史（自社生産時代）

### 初代（1961年-1966年）
初代モデルはスバル360の開発主任でもある富士重工業の百瀬晋六をチーフエンジニアとして、スバル360の完成直後から開発着手され、1960年（昭和35年）10月の東京モーターショーで発表、翌1961年（昭和36年）2月1日に市販された。
軽トラックとしては早い時期にキャブオーバーレイアウトを採用したモデルの一つで、このレイアウトの採用では1959年（昭和34年）発表のくろがね・ベビーの後塵を拝したものの、商業的にはそれをはるかにしのぐ成功を収めた。キャブオーバーレイアウトについては当初から社内で衝突安全性への不安視意見もあったが、当時のソ連の自動車研究文献に、ボンネット車とキャブオーバー車の事故率比較研究から前方視認性（による事故予防能力）においてキャブオーバーが有利、という研究結果があったことで、積載能力確保のためこの方式を採用した。
シャシは一般的な低床式のラダーフレームを用いているが、ドライブトレーンやサスペンションレイアウトは既存のスバル360の基本構成を流用し、リアエンジン方式、横置きトーションバースプリングとトレーリングアームを組み合わせた四輪独立懸架であった。過積載への危惧もあってスプリングレートはスバル360より上げられてはいたが、商用車が四輪ともリーフスプリング支持の固定軸主流であった当時では異例のソフトな乗り心地を誇った。このソフトなサスペンションは荷痛み防止にも優れた効果があり、壊れやすい品物を扱う中小零細事業主のユーザーたちからはディーラーを通じて「ガラス（板ガラス）が割れない」「豆腐の角が崩れない」といった好意的な報告が寄せられたという。
バックギアの位置が1速の横（左斜め上）にある（なお、550cc化後の車両（4WDを除く）では4速の右になっている）。
デザインはバンパーからドア見切り線、そしてホイールハウスに至るナックルラインが特徴で、その出っ張り具合から通称「クチビルサンバー」と呼ばれる。個性的なスタイルは、スバル360のデザインを手がけた佐々木達三の指導の下、富士重工の若手社内デザイナーが参画してデザインされたものであった。運転席周囲の空間が狭いことあり、スバル360同様に後部ヒンジドアとして乗降性に配慮されていた。
当初はエンジンルームが階段状になり、床面積を十分活用できない低床2方開のみだったが、すぐに3ドアのライトバン、さらに二段広床式荷台（エンジンルームと面一のパネルをキャビン背後まで張り、高床3方開にした仕様。もともとの低い荷台部分は鍵付ロッカーとなる）など、バリエーションを広げた。
リヤエンジンに低床2方開と、応用車種としてのワンボックスバンという展開は、フォルクスワーゲン・タイプ2に始まるリアエンジンの小型汎用車でのバリエーション展開を踏襲したもので、のちには高床3方開が標準となった。

### 2代目（1966年-1973年）
1966年（昭和41年）（トラック：K153(低床)･K154(高床)　バン：K163）
登場。通称「ニューサンバー」。初代よりもすっきりとしたフロントマスクを採用し、デザインが洗練されている。オプションで副変速機を装備した、前進6段・後進2段のオーバートップ付を選ぶこともできた。1968年（昭和43年）には3段＋オーバートップ付に変更される。
1970年（昭和45年）（トラック：K55　バン：K64）
ダミーグリルが装着され、エンジンもR-2用のリードバルブ付2サイクルに変更される。このモデルは通称「ババーンサンバー」と呼ばれる。インパネもR-2から流用されたフルパッドのものになり、安全性と見栄えが向上した。フロントドアが「スーサイドドア」から、通常の前ヒンジ・後ろ開きになったのもこのモデルからである。
1972年（昭和47年）
再度マイナーチェンジを受け、ダミーグリルが大型化。このモデルは通称「すとろんぐサンバー」と呼ばれるが、後期型R-2同様、あまりにもアクの強いデザインに変貌したことと、競争力を増した競合他車の台頭により、人気は下火となった。

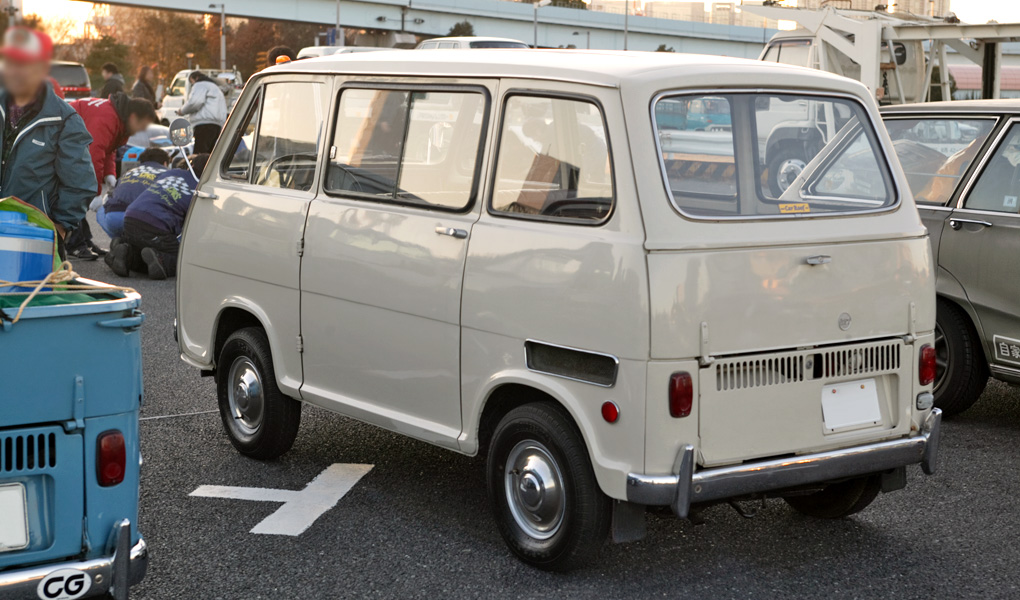
ライトバン
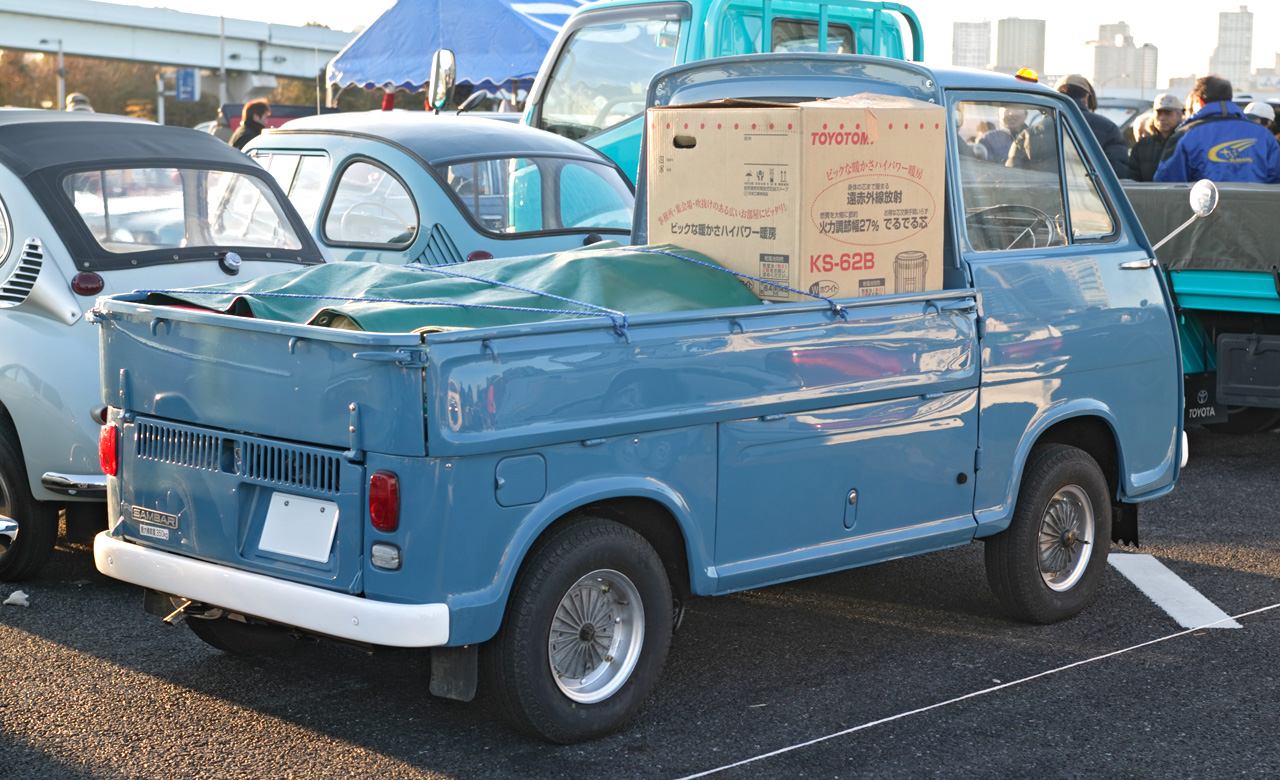
トラック（給油口側）
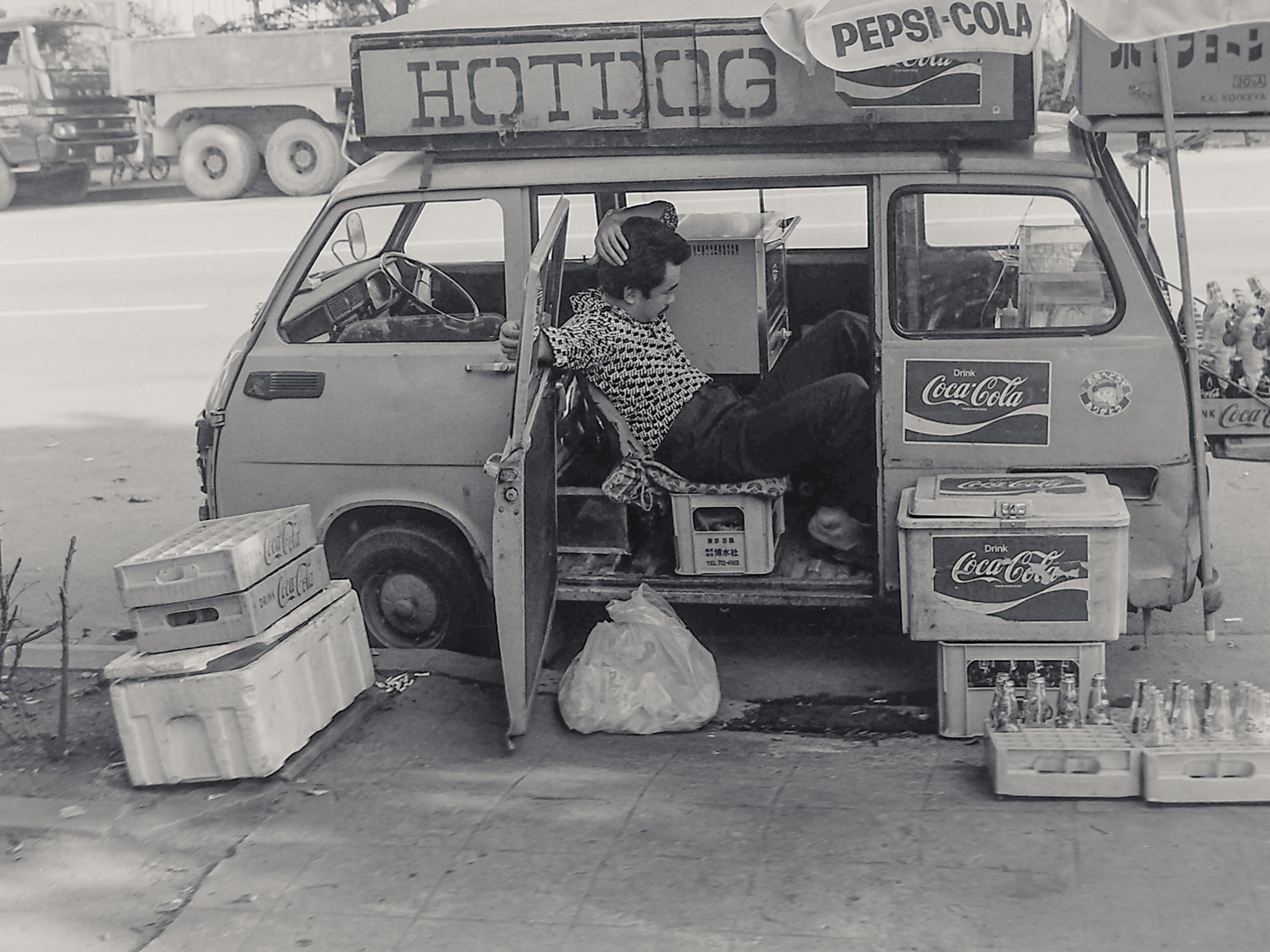
昭和50年代、ホットドッグの移動販売車として使われるサンバーバン

### 3代目（1973年-1982年）
1973年（昭和48年）2月
宣伝コピーから「剛力（ごうりき）サンバー」という通称で呼ばれる。初代以来の空冷エンジン（EK31型）から、前年にデビューしたレックスに搭載していた水冷エンジン（EK34型）に換装される。その中でライトバンシリーズの最上級モデル、「カスタムL」には電動式ウインドーウォッシャーが初めて採用された。この代からは先代まで採用されていた、リアのテールランプにおけるワンテールをやめて、リアのウインカーランプをブレーキランプと独立させて、橙色とした。
1973年10月
バックミラーがメッキタイプから樹脂でカバーされたタイプに変更。
1974年（昭和49年）末
現在の黄色いナンバープレートに対応した改良を実施。同時に車幅灯がクリアからアンバー（ウインカーと同色）となった。
1976年（昭和51年）2月
長らく続いた2サイクルエンジンを捨て、水冷4サイクル2気筒SOHCエンジン（EK21型）に換装される。
1976年5月
スバルにとって550cc規格は急だったため、360cc用のボディにバンパーのみ延長させて500ccエンジン（EK22型）に積み替え、新たに「サンバー5（ファイブ）」として生まれ変わった。
1977年（昭和52年）
新規格車体幅を拡大して550cc（EK23型エンジン搭載）となる。
1979年（昭和54年）
マイナーチェンジ。外側のドアアウターハンドルがプッシュ式からフリップ式に変更されるとともに、ライトバンにはハイルーフやマルチフラットもラインナップされるようになった（サンルーフも後に追加）。さらにこの頃から電動式ウィンドーウォッシャーが全グレードに標準装備されるようになった。
1980年（昭和55年）
より走破性に優れた四輪駆動モデルが軽トラックおよび軽キャブバンとして初めて設定され、日常的に悪路や急勾配での走行を強いられる農業従事者から特に高い評価を受けた。以後競合他社も追随し、軽トラックや軽キャブバンにおける四輪駆動方式の設定は21世紀前半の今日では一般化している。なお、この型のサンバーは商用車には珍しく今井科学により1/24スケールにて模型化されている（現在は青島文化教材社より発売中）。
1982年（昭和57年）
バンにチェック柄のファブリックシートを装備した最上級グレードの「エクストラ」が設定された。

### 4代目（1982年-1990年）

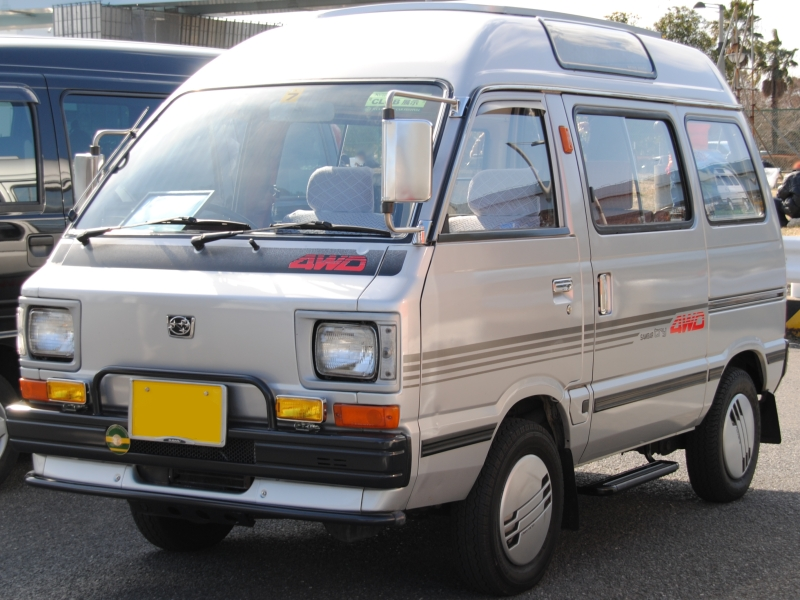
トライ TG（前期型）
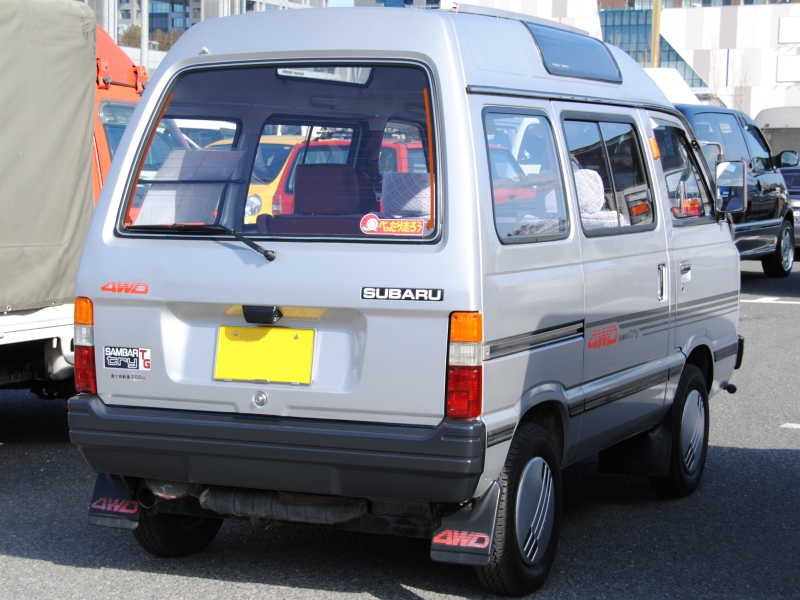
トライ TG（前期型リア）
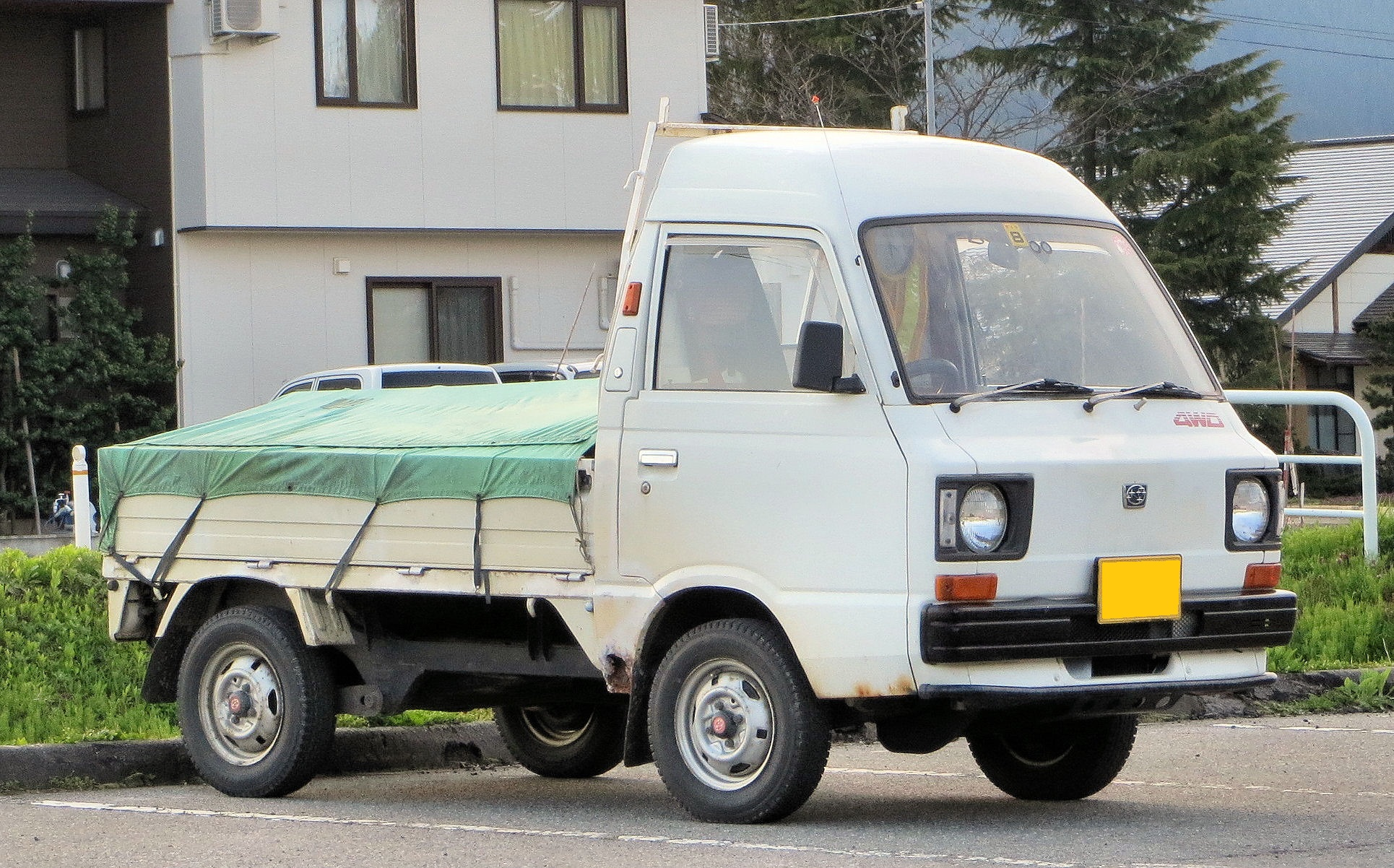
トラック4WD ハイルーフ

1982年（昭和57年）9月
登場。ワンボックスタイプが「サンバートライ」となる。
4輪独立懸架というサスペンションはこれまでどおりだがこの4代目からは4WD車のフロントサスペンションがこれまでのセミトレーリングアーム式サスペンションからマクファーソン・ストラット式（2WD車はセミトレーリング式を継続）に変更された。タイヤは2WD全車が10インチ、4WD全車は12インチ（ただしブレーキは全車、大径4輪ドラム）を採用する。4WDには超低速ギアのELが設定された。トラックにも2WD・4WDを問わずハイルーフが登場。ATは設定されなかったが、トライのFL、FXにはクラッチペダルレスのオートクラッチが用意されていた。
トラック版のCMキャラクターは柳沢純子。なお、トラックのCMソングはCM本編に出演した柳沢純子の「あなたに片思い」が起用され、一方のトライのオリジナルCM曲は、小林亜星作曲・ザ・ベンチャーズ演奏の「RIDE ON TRY」が起用されていた。
海外専売車種を除く直列2気筒エンジンを搭載した日本車はこのサンバーが最後となった。
1983年（昭和58年）
4代目をベースに1000cc3気筒SOHCエンジン（EF10型）を搭載したドミンゴが発売される。
1986年（昭和61年）5月
一部改良。TX-Gが廃止される代わりにTGが追加され、「サンサンウインドゥ」が設定された。また、全車に前席ELRシートベルトが装備された。
1987年（昭和62年）9月
マイナーチェンジで「サンバートライ」からハイルーフ下級モデルおよび標準ルーフ車が「サンバーバン」として分離。
スバルは4代目サンバーではワンボックスタイプ全てに「サンバートライ」の名を冠していたが、ここからは他社同様、RV志向のサンバートライと、純商用のサンバーバンという構成になる。
「サンバートライ」上位モデルに3バルブエンジン車（「サンバートラック」の上位モデルも）が登場。同時にフリーランニングクラッチ型フルタイム4WDが追加された。これに伴い4WD車は全てフロントブレーキがこれまでの大径2リーディング・ドラム式からベンチレーテッド・ディスク式（当時の既存の軽貨物車としては業界初の採用）に変更。
なお、レックスに搭載されたEN05型4気筒SOHCエンジンは設計上の理由で設定はなし。一部グレードに電子チューナー式AMラジオが装備されたほか、フロント回転対座シートを装備したTSが追加された。
- トライ TG（前期型）
- トライ TG（前期型リア）
- トラック4WD ハイルーフ

### 5代目（1990年-1999年）

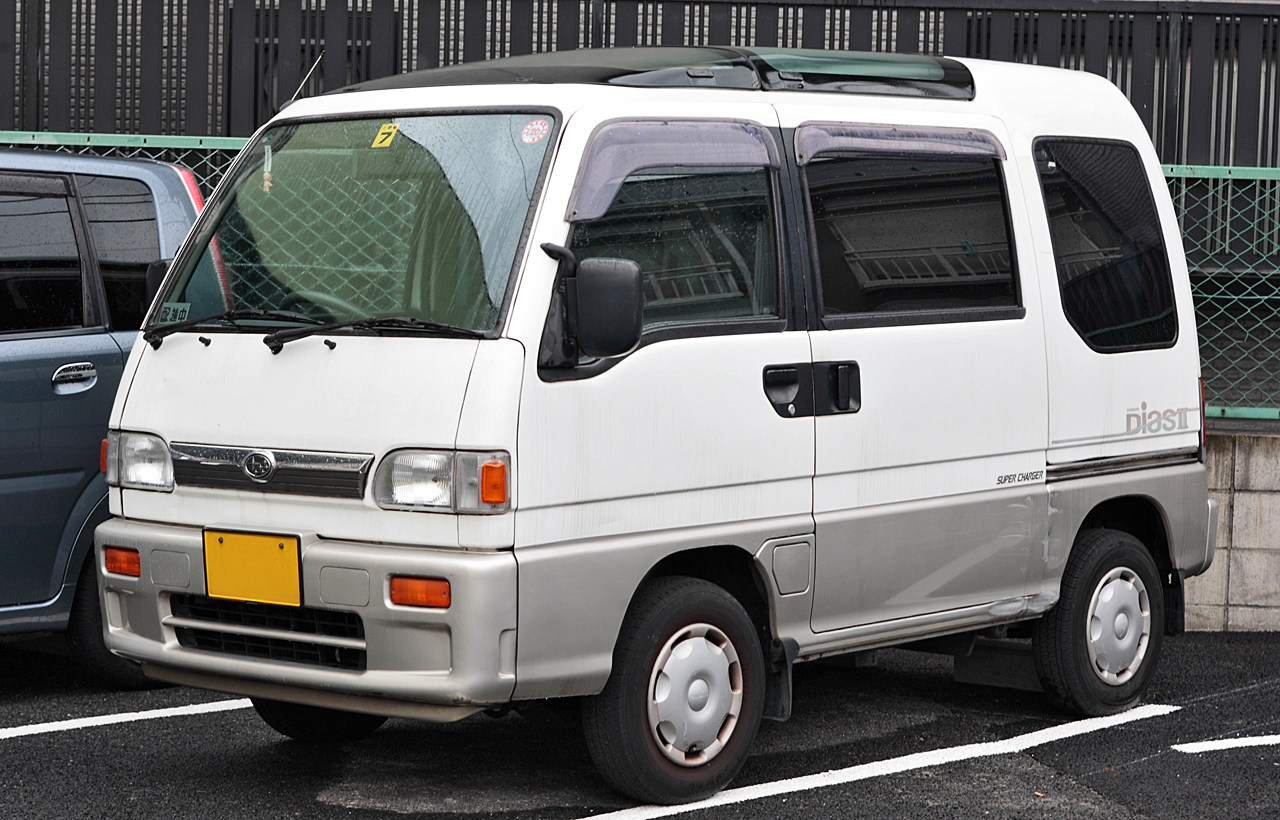
サンバーディアス II サンサンルーフスーパーチャージャー
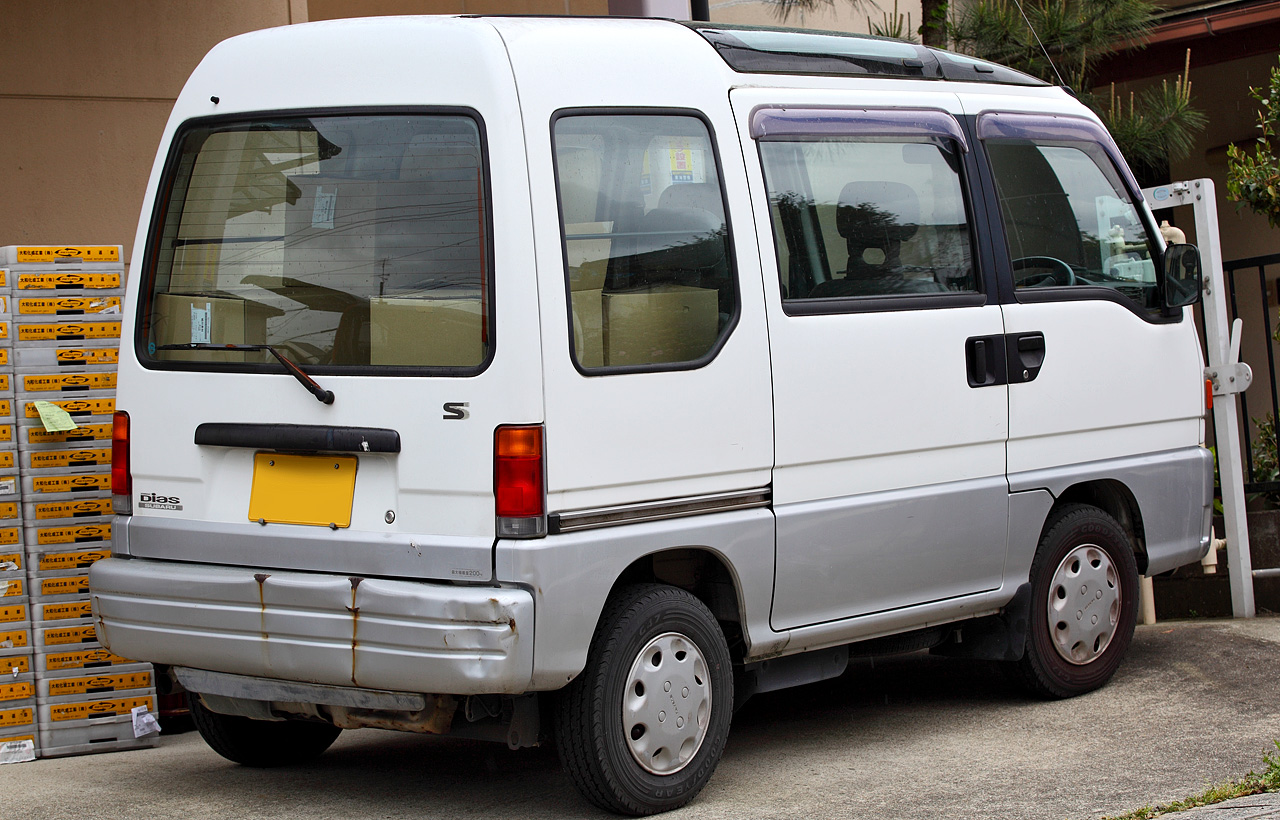
ディアス （1995年10月-1999年2月）
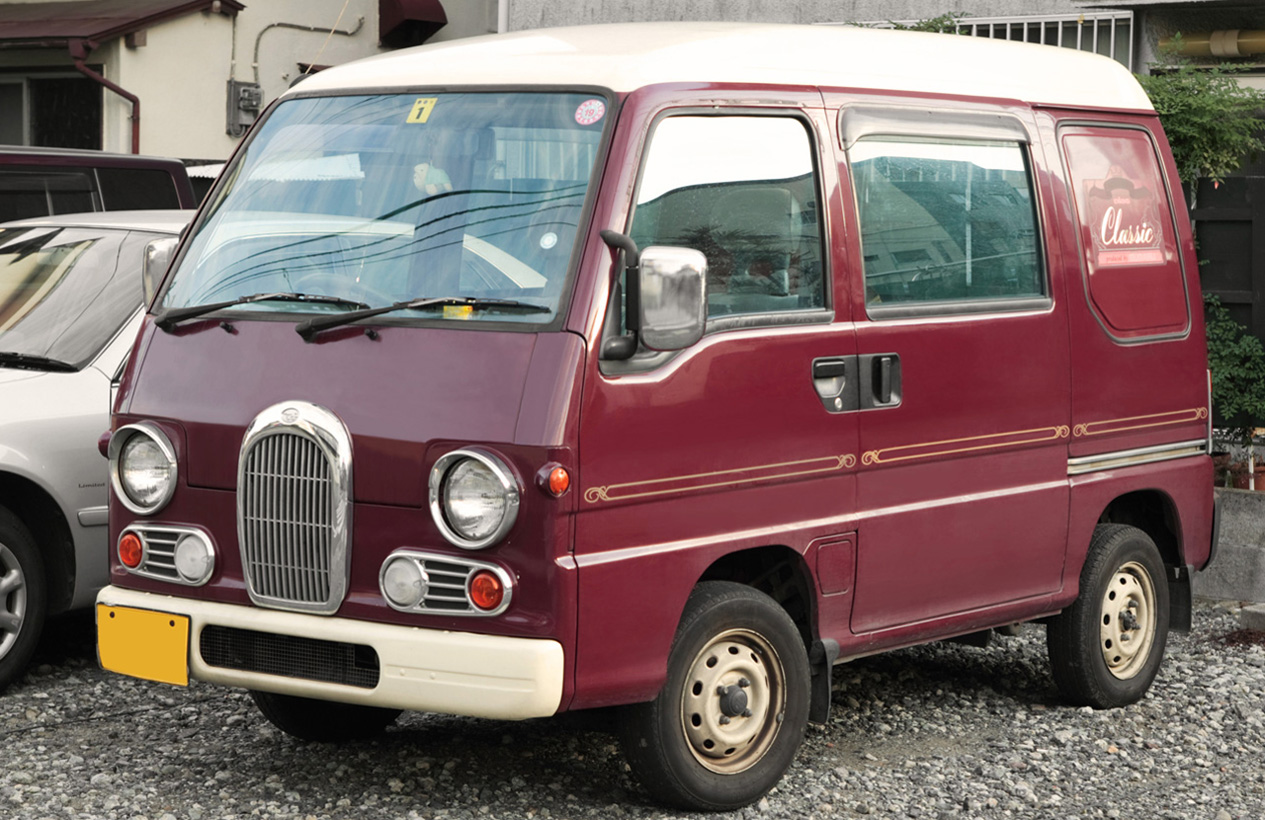
ディアスクラシック （1993年10月-1999年2月）

1990年（平成2年）3月
登場。新規格に対応し排気量が660ccとなる。
サンバートライの上位グレードとして「ディアス」が登場（後にサンバートライに替わる正式名称として「サンバーディアス」となる）。
CMキャラクターは当初、山田邦子が起用された（サンバーディアスのみ）。
エンジンは直列4気筒のEN07型で、スーパーチャージャー車は最高出力55psのEN07Y型、NA車は最高出力40psのEN07C型（キャブレター仕様）を搭載。フロントの足回りは、ベンチレーテッド式ディスクブレーキ、マクファーソンストラット式サスペンションに統一された。トランスミッションにはEL付き5速MTに加え、本格的な無段変速機であるECVTを新たに採用。4WDはパートタイム式とビスカスカップリング式フルタイム4WDの2種類。
上位グレードとしてカーエアコンを標準装備する「さわやか」、カーエアコンとパワーステアリングを標準装備する「かろやか」が設定されていた。
1992年（平成4年）9月
マイナーチェンジ。赤帽向けを除くトラックおよびバンが全車、丸型シールドビームヘッドランプからディアスと共通の異形角型ハロゲンヘッドランプに変更。
1994年（平成6年）
ドミンゴが同様のボディにフルモデルチェンジ。前後バンパーを大型化し、エンジンを1200ccのEF12型（直列3気筒SOHC3バルブ）に変更、乗車定員も最大7名となった。
1995年（平成7年）10月
一部改良。AT車の変速機が、貨物用途での耐久性に難があったECVTから、燃費性能では劣るものの信頼性・耐久性で優る一般的なトルクコンバータ式3速ATへ変更され、軽ワンボックスやトラックとしては2021年12月にフルモデルチェンジを実施した11代目ダイハツ・ハイゼットカーゴ/6代目ダイハツ・アトレー/2代目トヨタ・ピクシスバン、および2021年12月にマイナーチェンジを実施した10代目ダイハツ・ハイゼットトラック/2代目トヨタ・ピクシストラックが登場するまでは唯一のCVT採用車種であった。また、NAエンジン車に最高出力46psのEMPi仕様（EN07F型）を追加。廉価グレード以外の全車にトリップメーターを標準装備。
バンのロールーフ仕様がなくなり、トラックの荷台の一部（鳥居とアオリの部分）が競合車種であるダイハツ・ハイゼットと共通部品となった。
乗用ワゴンのディアスシリーズには、1990年代の軽自動車におけるクラシックカー風デザインブームのさきがけとなった、「ディアスクラシック」が設定されている。そもそもは長崎県のテーマパーク「ハウステンボス」向けに製作された特別仕様車であったが、1993年（平成5年）の東京モーターショーで展示され、市販化を望む声が多かったことから設定されたモデルである。そのコンセプトを援用したヴィヴィオビストロがヒットした事により、他社からも多種のレトロ風モデルが発売されることとなった。このクラシック仕様は後にサンバートラックにも展開された。
1995年
バンSDX、クラシックをベースとした電気自動車仕様が販売。リアエンジンをモーターに換装し、その上にバッテリーセルを搭載している。駆動方式は2WDのみで型式はKV3改となり、足回りも強化された専用品となっている。最高速度は90km/h、満充電での航続距離は約150kmであった。
1999年（平成11年）1月
前年の軽自動車規格改正に伴い生産終了。在庫対応分のみの販売となる。
1999年2月
新規格対応の6代目と入れ替わる形で販売終了。

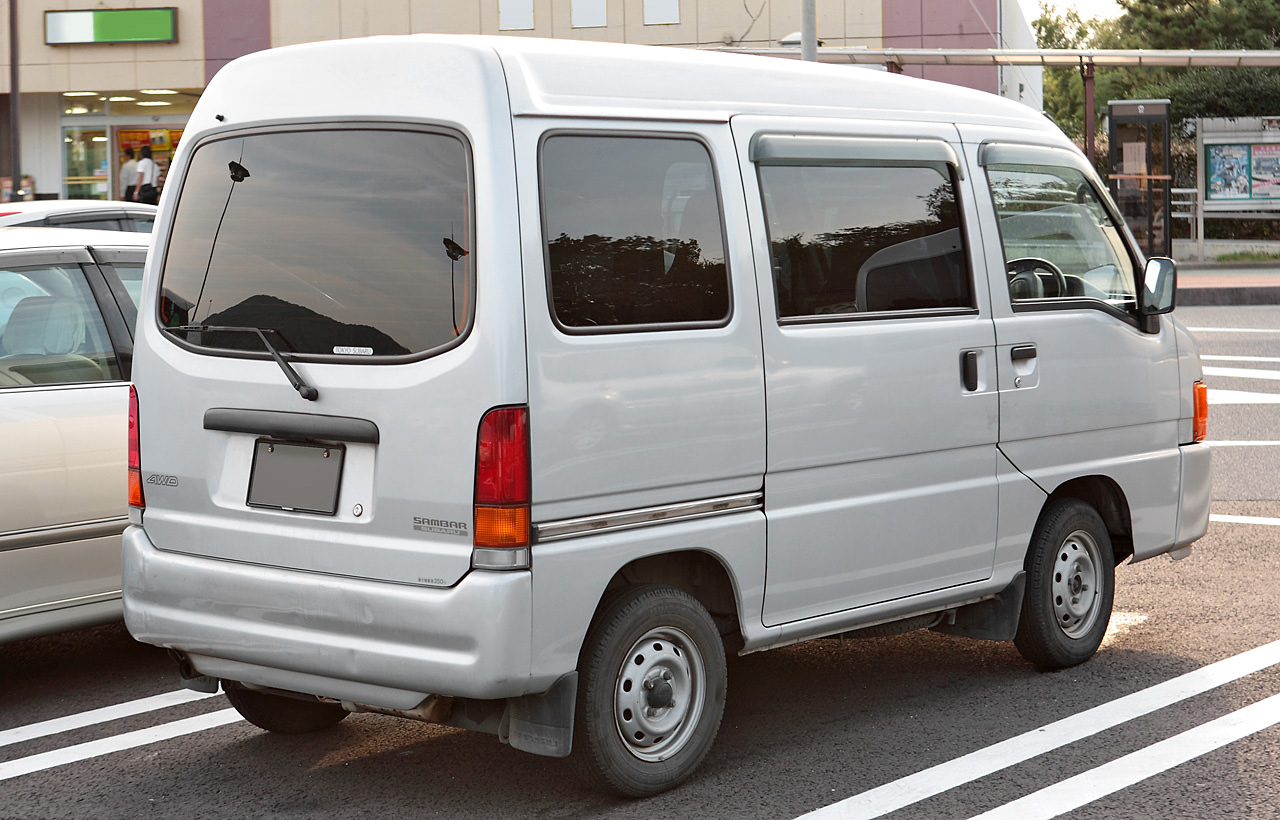
サンバーディアス II
サンサンルーフスーパーチャージャー
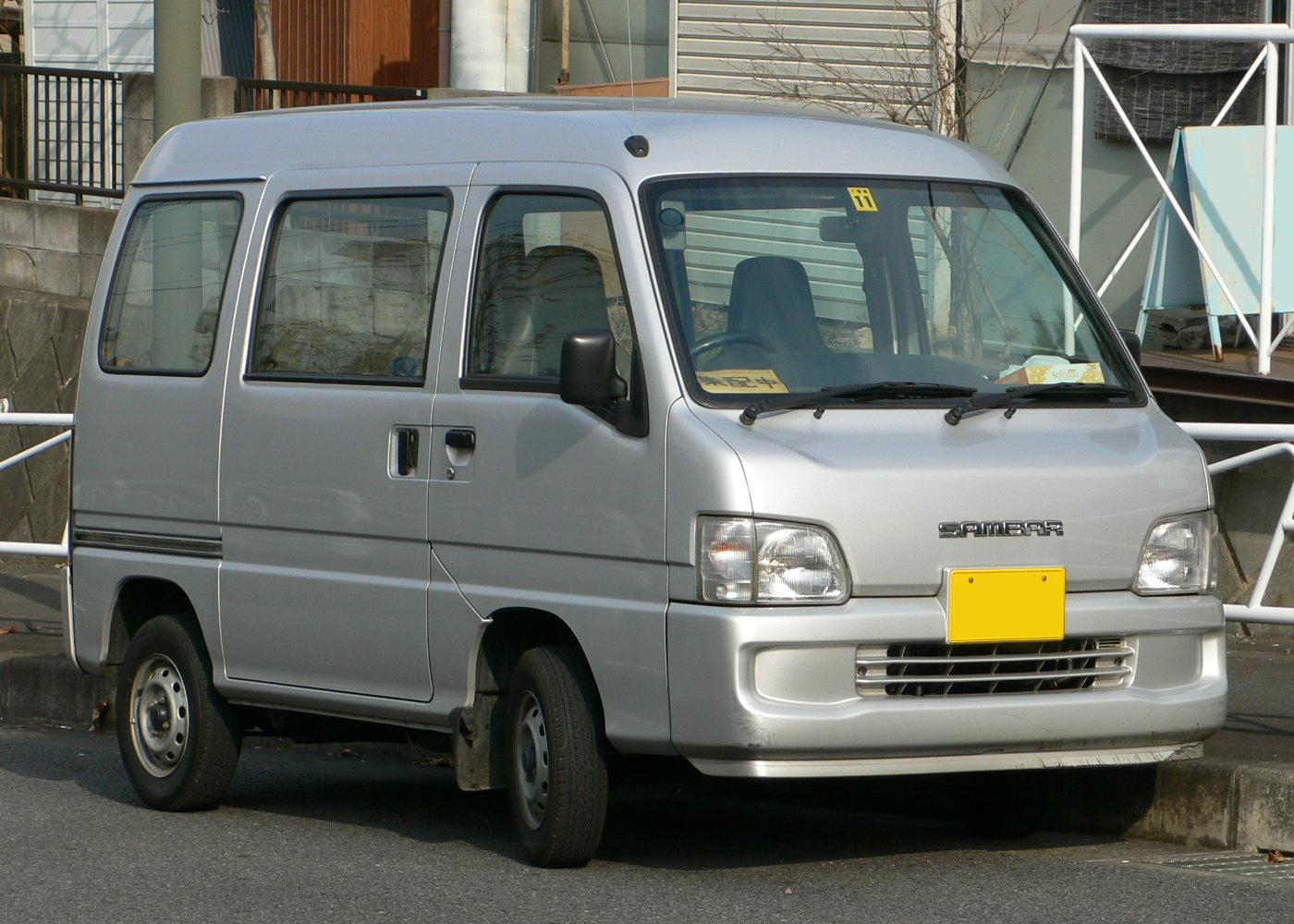
ディアス （1995年10月-1999年2月）
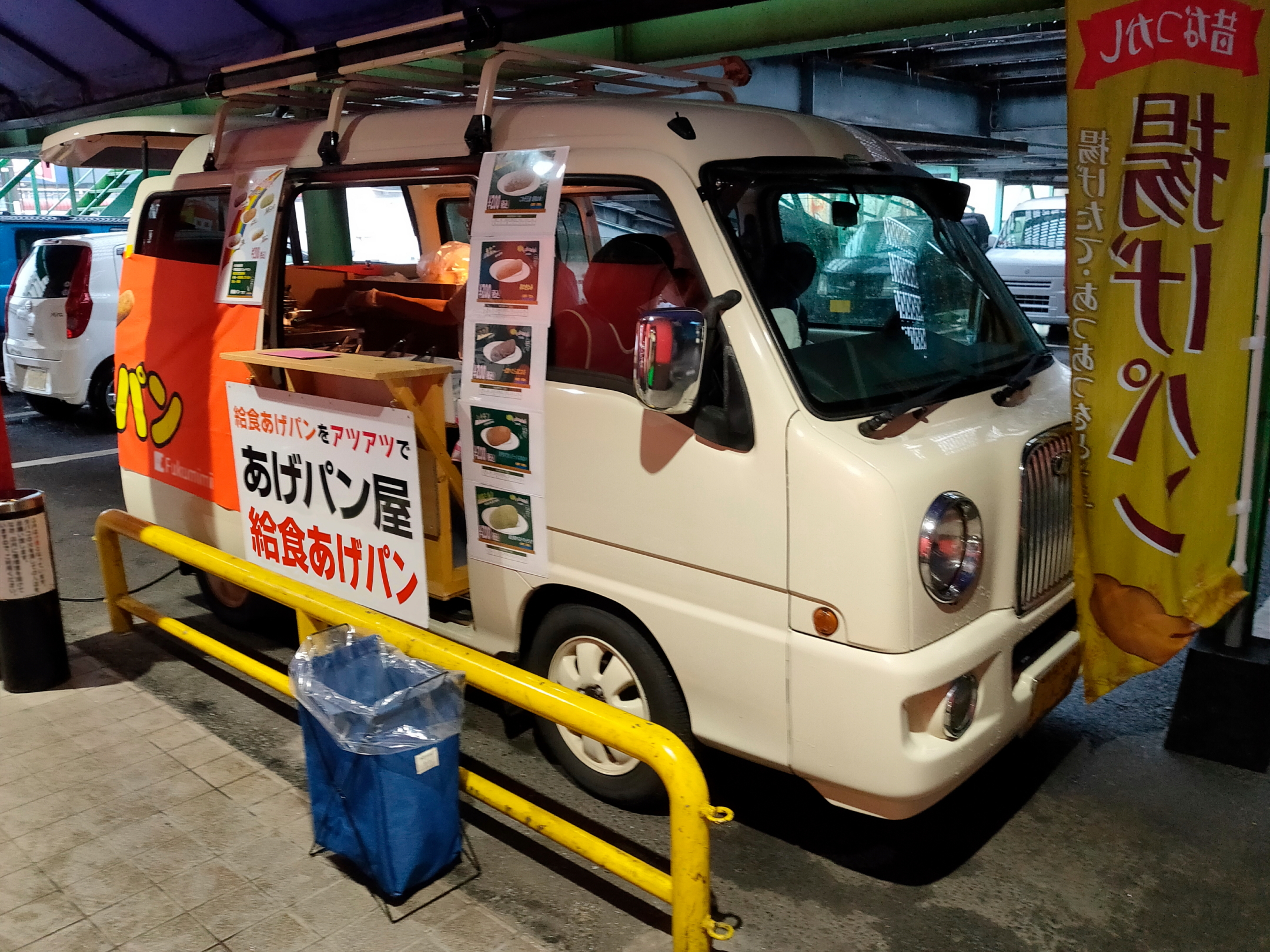
ディアスクラシック （1993年10月-1999年2月）

### 6代目（1999年-2012年、ディアスワゴン初代・1999年-2009年）
1999年（平成11年）1月28日
発表
1999年2月10日
発売。
1998年（平成10年）度の軽自動車規格変更に対応し、全長と全幅をそれぞれ拡大。他メーカーのバン・トラックが軒並みセミキャブ化されたが、サンバーは、トラック・バンともにフルキャブの車体形状を維持し、トラック、バン、ディアス（4ナンバー）のラインナップで登場する。エンブレムは当時の他のスバル車同様に専用のエンブレム（トラック・バンは「SAMBAR」の車名ロゴ、ディアスは"S"をモチーフとしたデザイン）が装着された。スーパーチャージャー車の出力が58psに向上。NAはキャブレターに替わりEGI（電子制御燃料噴射装置）を採用。ATはパワーモードシフトや登坂制御などのきめ細やかな制御を可能とする電子制御3速「E-3AT」が採用された。
1999年8月23日
トラック「TC」をベースに、燃料システムをガソリンとLPガスの併用方式としたLPG車を追加。2WD・5MTのみの設定となる。
1999年10月
5代目に設定されていた乗用ワゴンモデル「ディアス クラシック」が5ナンバー規格の「ディアスワゴン クラシック」として発売。丸形のヘッドランプやクロームメッキの大型フロントグリルを引き継ぎ、サスペンションには専用チューニングが施された。NA仕様の「クラシック」のほかに、スーパーチャージャー車の「クラシック スーパーチャージャー」もラインナップされており、また、当初は全車E-3ATのみの設定であった。
2000年（平成12年）4月20日
一部改良。
MT車にクラッチスタートシステムが採用され、バン（VB 2シーターを除く）とディアスのリアシートベルトには「ディアスワゴン クラシック」に採用済みのチャイルドシート固定機能を、ディアスワゴン クラシックはスライドドアにチャイルドプルーフがそれぞれ追加された。
トラックにパワーステアリングを標準装備した新グレード「パワステスペシャル」が設定されたほか、装備内容の充実化、ボディカラーの新色追加なども行われた。
2000年11月21日
サンバーEVが発表され、同年12月4日に発売された。先代同様に駆動方式は2WDのみのリアモーターで、型式はTV1改となり、バッテリーセルは後席下にレイアウトされた。生産数35台/年で販売された。
同日に一部改良も行われ、衝突安全性能の強化、バン・トラックの上級グレードでバンパーがカラード化され、バンの上級グレードは助手席リクライニングも追加。また、乗用モデルの「ディアスワゴン クラシック」をベースに、外装パーツをダーククロームメッキ化し、シート地やドアトリムにトリコットグレー、インストルメントパネルにグレーメタリック塗装を採用し、KENWOOD製オーディオなどを施した特別仕様車「ディアスワゴン クラシックプレミアム」が発表された（12月4日発売）。トラックに設定されていた「パワステスペシャル」は廃止された。
2001年（平成13年）8月20日
一部改良。
NA車にMPI（マルチポイント・インジェクション）が採用され、吸気システムの改良により、出力を48psに向上。これに伴い、全車がシリンダーヘッド内のロッカーアームがニードルローラーベアリングを用いたローラーロッカーアームに変更、ピストンリングの改良も行ったことでフリクションロスが低減された。また、フロントターンシグナルランプのレンズをアンバーからクリアーに変更。ディアスワゴン クラシックはNA車の「クラシック」に5MT車が追加設定され、排気システムの2触媒化やキャニスターのサイズアップなどによる排出ガスのクリーン化を行い、「良-低排出ガス（★）」に適合させた。
2002年（平成14年）2月7日
一部改良。
NA車においてエンジンや排気システムに改良を施したことで排出ガスが低減され、「優-低排出ガス（★★）」認定となった。
2002年9月4日
最初のマイナーチェンジ。
復活した六連星エンブレムを組み込んだフロントグリルを採用するなどフロントフェイスが一新され、ヘッドランプをマルチリフレクター化。ボディカラーが総入れ替えされた。リアゲートはガラスを拡大するとともにHゴム支持から接着式へ変更。ガーニッシュの形状も変更され、ハンドルの取付け位置が下げられた。乗用ワゴンはクラシック仕様からバンと同じフロントフェイスに変更され「ディアスワゴン」へ改名された。スーパーチャージャー車はディアスへの設定を廃止する代わりに、従来の「ディアスワゴン クラシック」ではE-3ATのみだったディアスワゴンに5MT車が追加設定された。トラックについては平成14年排出ガス規制適合により、NA車（ディアスワゴンを除く）同様に「優-低排出ガス（★★）」認定を取得した。
2003年（平成15年）2月3日
バンの特別仕様車「トランスポーター」を1,000台の台数限定で発売。「VB」をベースに、フロントシートをサイドサポート付のハイバックタイプに変えるとともに、フロントパワーウィンドゥ、フルエアミックスエアコン、時計機能付AM/FMカセットステレオなどを装備するとともに、スライドドア・リアクォーター・バックドアの各ガラスを濃色化し、集中ドアロック&電波式リモコンドアロックも装備し、積荷のセキュリティにも配慮した仕様とした。
2003年5月29日
バンの特別仕様車「トランスポーター」を「トランスポーターII」へバージョンアップして発売。ベースグレードを「VC」に変更し、「トランスポーター」同様にサイドサポート付ハイバックフロントシート、フロントパワーウインドゥ、濃色ガラスを特別装備したほか、新たに高輝度ハイマウントストップランプ（室内置き）も追加で特別装備しつつ、仕様や装備内容を見直したことで「トランスポーター」比5,000円高（消費税を含まず）に抑えた。「トランスポーター」と異なり、台数を限定せずに発売された。
2003年6月30日
ディアスワゴン特別仕様車「ナビエディション」を発売。NA車をベースにインダッシュ式CD-ROMタイプのカーナビゲーションを特別装備したほか、2トーン仕様の専用ファブリックシート、13インチアルミホイール、濃色ガラスなどを特別装備した。
2003年11月10日
一部改良。
ディアスワゴンへの統合に伴ってディアスが廃止され、バンは「VC」をベースに、フロントシートをピロー付ローバックに変更され、スライド&リクライニング機能を追加。リアシートをピロー&センターアームレスト付の分割可倒式に変更するなどディアスと同等仕様のシートとした「VC plus」を追加するとともに、特別仕様車として発売されていた「トランスポーターII」を「トランスポーター」に改名の上カタロググレード化。
トラックには後述するJA専売車種「JAサンバー」と同等の装備を備えた4WD・5MT専用の農業従事者向けグレード「TC Professional」が追加された。
2004年（平成16年）10月14日
ディアスワゴン特別仕様車「Tough Package」とトラック特別仕様車「TB Professional」を発売。「Tough Package」はシート・ラゲッジルーム&デッキマット・ドアトリム（フロント・スライド）に撥水性を持たせ、トノカバーを特別装備。また、NA車にはスーパーチャージャー車に装備されているカーゴフックと濃色ガラス、NA・5MT車にはほかのモデルに装備されている4センサー4チャネルABSも特別装備された。「TB Professional」は「TB」の4WD・5MT車をベースに、シートをビニールレザーに、タイヤをオフロードラジアルにそれぞれ変更し、エアコンを特別装備。荷台後部をあゆみ板の装着が可能な構造に変更した。
2005年（平成17年）11月7日
2度目のマイナーチェンジ。
フロントフェイス（グリル・バンパー）が再度刷新され、メーターパネルは目盛りの外側に数字を配したデザインに変更。オドメーターが液晶化され、電子式ツイントリップメーターを採用し、指針にスイープ機能が備わった。ハザードランプはハンドルコラム上からエアコンパネル下部に移動し、六連星エンブレムがステアリングパッドに組みこまれ、ディアスワゴンはリアゲートガーニッシュにも組み込まれた。
グレード体系が一部変更となり、バンは「VC」・「VC plus」に替わり、一旦廃止されていた「ディアス」をバンの上級グレードとして復活。ただし、最大積載量が2人乗り時350kg、ドア内貼りがセミトリムであるなど「VC plus」に近かった（2003年までの「ディアス」はそれぞれ200kg、フルトリムである）。
「平成17年度排出ガス基準50%低減レベル（☆☆☆）」認定を取得した環境対応グレード「VBクリーン」も追加された。トラックはバン「VBクリーン」と同じ排出ガス性能を持つ環境対応グレード「TBクリーン」が追加された。
2007年（平成19年）6月
ディアスワゴンが新法規対応による一部設計見直しの為、一時生産停止。
2007年12月6日
ディアスワゴンがマイナーチェンジを行い、販売再開。
リアシートのバック（背もたれ）の形状を変更し、リクライニング調整が微細化。シート幅も広げられた。ボディカラーに新色の「アジュールブルー・パール」が追加され、内装色をアイボリーに変更。そのほか、フロントとフロントドアにUV&IRカットガラスを装備し、ターンレンズがクリア化された。また、新規排ガス規制に対応させた。
2008年（平成20年）7月18日
一部改良。
トラックの「TC」系グレードのフロントグリルがメッキ化。オーディオがバンの「VB」系グレードと「トランスポーター」、トラックの「TB」系グレードはAM/FM電子チューナー、バンの「ディアス」とトラックの「TC」系グレードはCDプレーヤー&AM/FM電子チューナー一体型へそれぞれ変更。ボディカラーはパネルバンを除く全車に「スターリングシルバー・メタリック」が設定された。
グレードごとに機能性や安全性を高める装備の追加や変更が行われ、バンとトラック全車は平成19年排出ガス規制に適合させた。
2008年8月4日
スバル発売50周年を記念した特別仕様車「Dias Wagon Limited」を発売。ハイマウントストップランプ付ルーフスポイラー、13インチアルミホイール、スマートキーレスシステム（ハザードランプ&オフディレイルームランプ連動）が特別装備された。ボディカラーはオブシディアンブラック・パール、シャパン・メタリック、スターリングシルバー・メタリックの3色が設定される。
2009年（平成21年）9月3日
バンとトラックが3度目のマイナーチェンジ。
立体的な面構成が施されたフロントパネルと新デザインのフロントバンパーで構成されたグリルレスのフロントマスクデザインへ一新され、内装はインパネ・ステアリングのホーンパッド・メーターパネルのデザインが変更され、バンとパネルバンにはハイマウントストップランプを全車に標準装備された。
バン「ディアス」はキャブスライドドア、A・Bピラー、ルーフにそれぞれトリムが装備され、大型のリモコンカラードドアミラーを採用するとともに、オーバーヘッドシェルフ、ドアアウターハンドルプロテクター、UVカット機能付濃色ガラス、4センサー4チャネルABSを標準装備した。バンはスーパーチャージャー車の設定が約7年ぶりに復活し、「トランスポーター スーパーチャージャー」と「ディアス スーパーチャージャー」として設定され、「ディアス スーパーチャージャー」はタコメーターが標準装備された。
乗用ワゴンのディアスワゴンは同日にダイハツ工業からのOEM供給へ移行する形で、サンバーから独立した「ディアスワゴン」としてフルモデルチェンジされた（詳細はスバル・ディアスワゴンを参照）。
2009年12月
ディアスワゴンの生産・販売終了。ダイハツ工業からのOEM供給へ完全移行した。
2011年（平成23年）4月
バンの「VB 2シーター」・「VBクリーン」・「トランスポーター スーパーチャージャー」、トラックの「TBクリーン」と「TCハイルーフ」の計5つのグレードが廃止され、ラインアップが縮小された。
2011年7月27日
発売50周年記念特別仕様車「WR BLUE LIMITED（ダブリューアール ブルー リミテッド）」を発売。
バン「ディアス」とトラック「TC」をベースに、共通で専用ボディカラーの「WRブルー・マイカ」が設定され、イエローステッチを施した専用ブラックシートを採用。フロントバンパーは2トーンカラー（バンはエアダム一体型）を採用。そのほか、バンは専用ドアトリム、ルーフスポイラー（ハイマウントストップランプ付）、マフラーカッターを装備。トラックはホイールナットをクロムメッキに、ターンレンズをクリアタイプにそれぞれ変更した。バン・トラック合計で1,000台の限定販売であった。
2012年（平成24年）2月29日
この日をもってバン・トラックの生産を終了（生産終了に先立ち、前日の2月28日には生産終了式典が行われた）。これにより、富士重工業の軽自動車生産は54年の歴史に幕を閉じた。なお、サンバーを生産していたラインは同年3月から登録車の生産ラインへ切り替えられ、BRZ及び姉妹車のトヨタ・86（現在のGR86）が製造されている。
2012年4月1日
ダイハツ・ハイゼットのOEM兄弟車となる7代目と入れ替わって販売終了。自社製造としてのサンバーは50年の歴史に幕を閉じた。同時に唯一無二だったフルキャブオーバーの軽ライトバンの生産が終了した。
前期型
- バン
（2000年11月 - 2001年8月）
- バン
（2001年8月 - 2002年9月）
- ディアスワゴン クラシック（フードトラック）
(1999年10月 - 2002年9月）

中期型

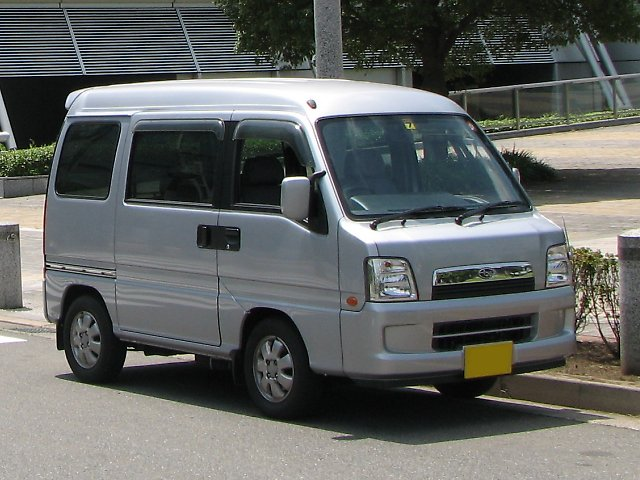
ディアスワゴン （2002年9月 - 2005年11月）
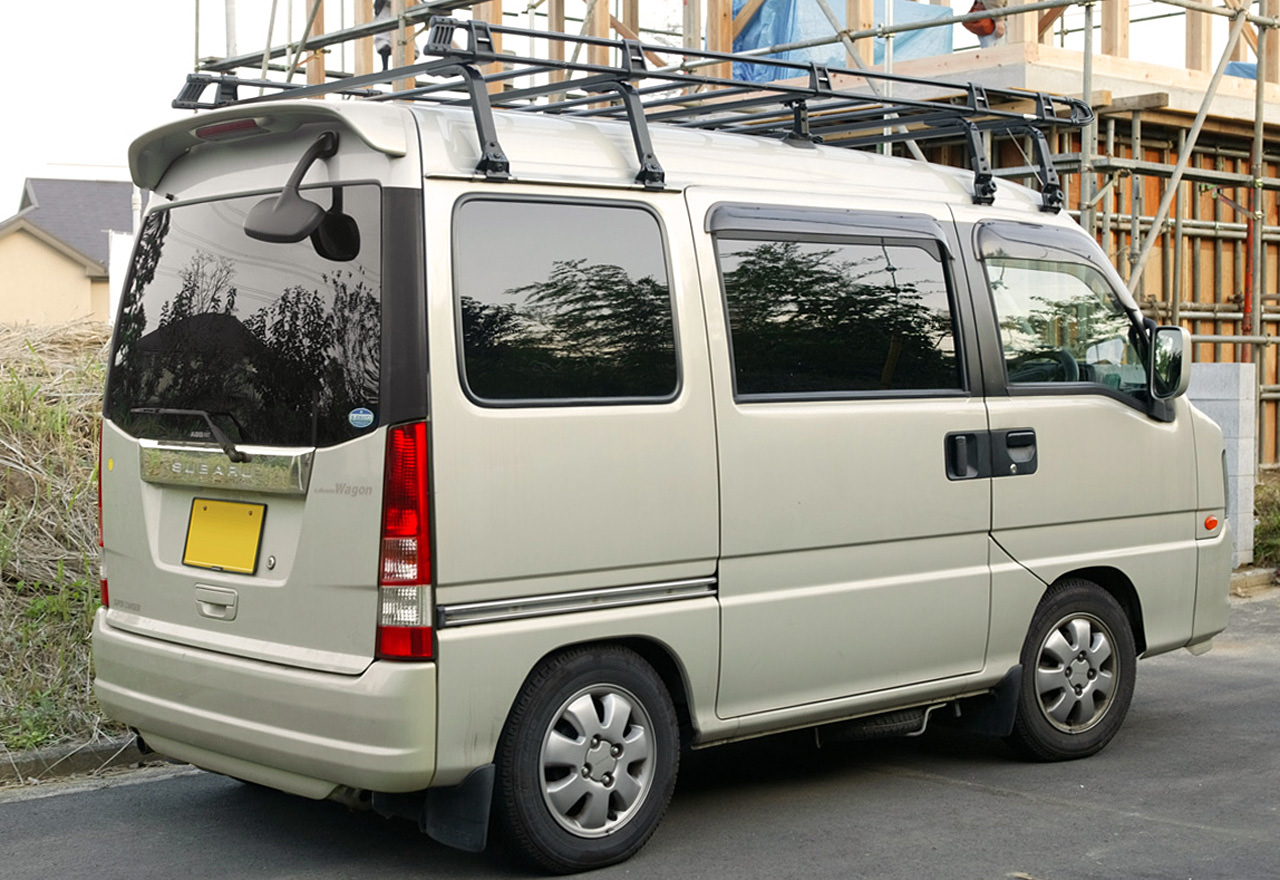
中期型ディアスワゴン （2002年9月-2005年11月）
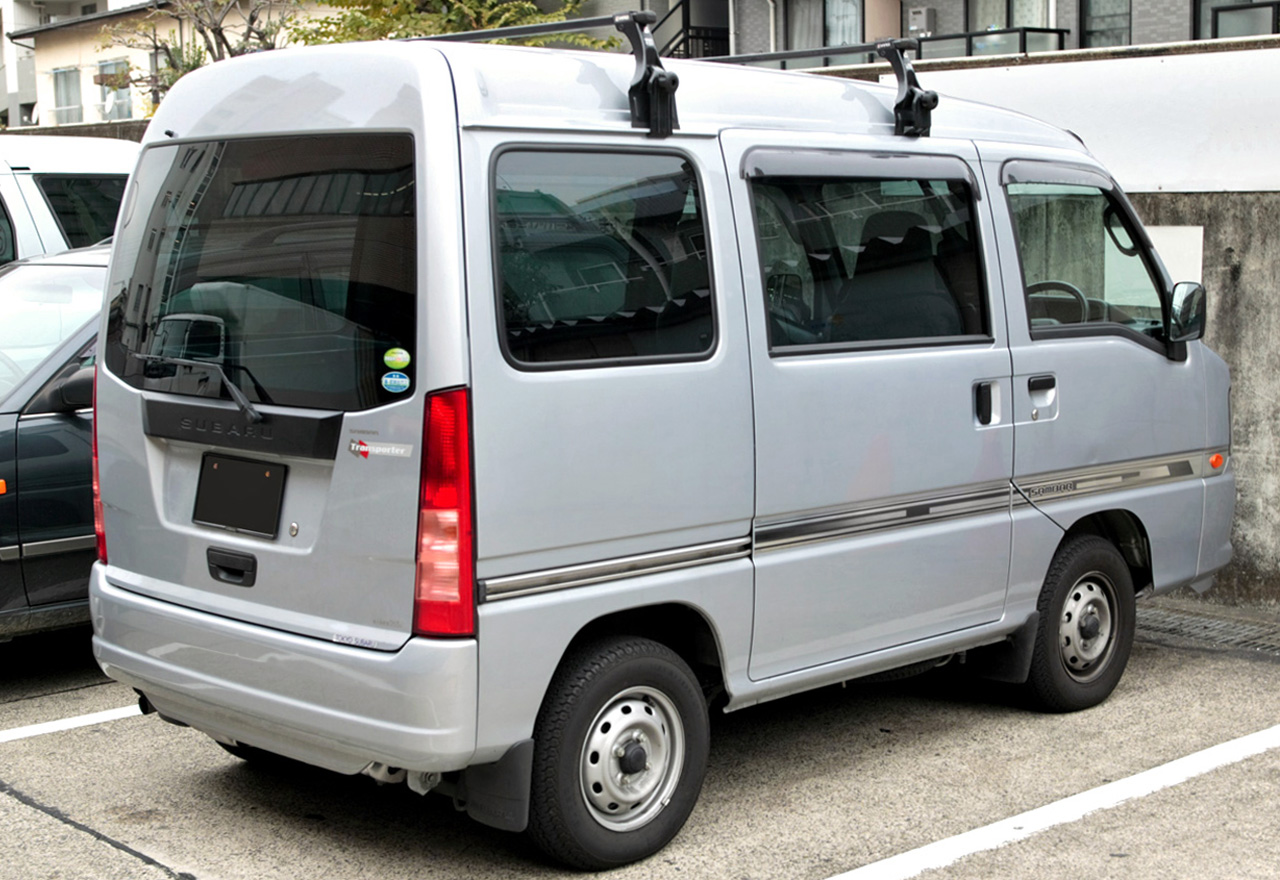
トランスポーター （2005年11月 - 2009年9月）
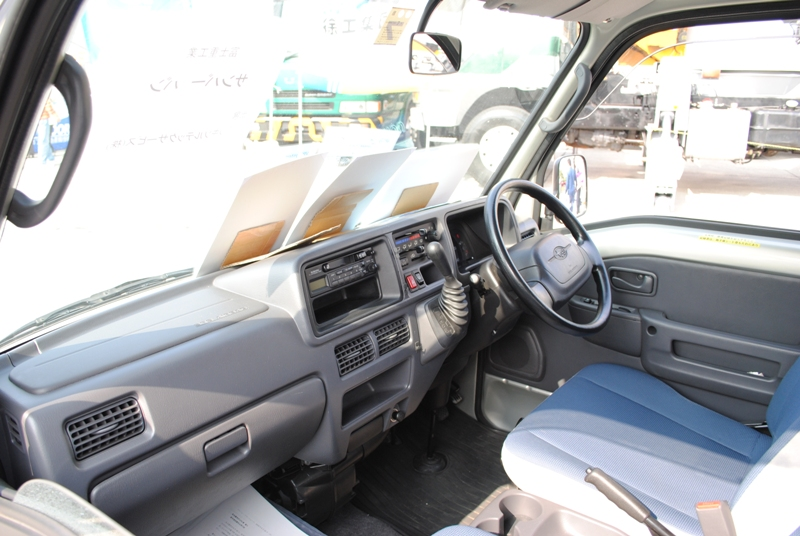
車内（AT車）
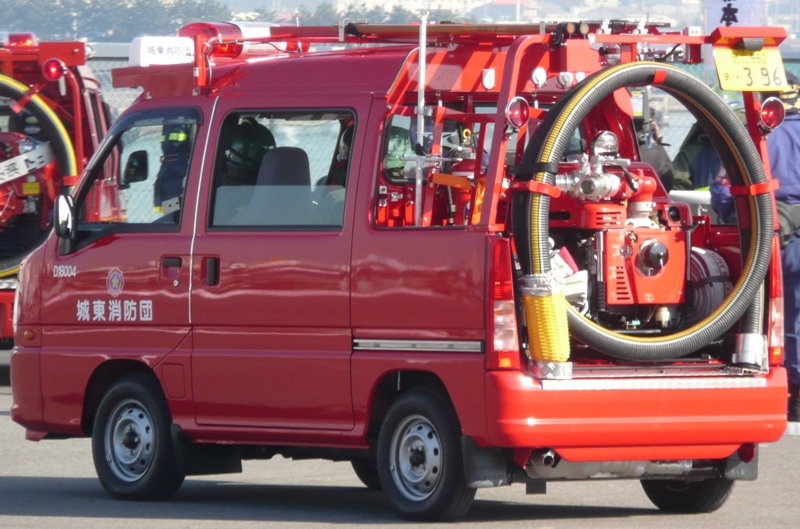
消防ポンプ車（デッキバン特装仕様）

機関部

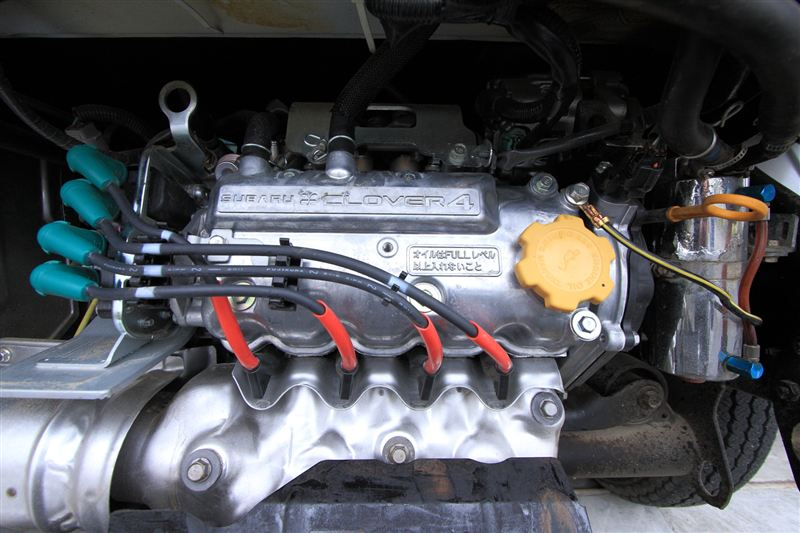
後期型（最終）のEN07Yエンジン （2010年7月 - 2012年2月）
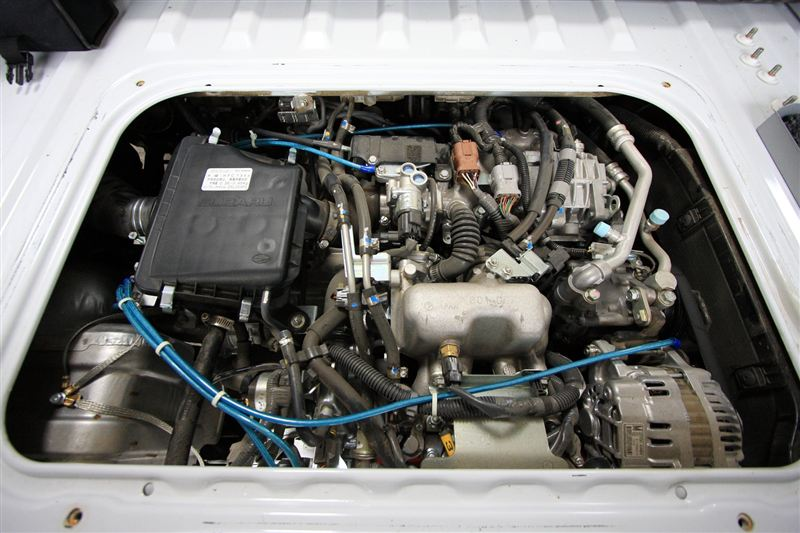
後期型（最終）スーパーチャージャー仕様のメンテナンスハッチ内部 （2010年7月 - 2012年2月）

## 歴史（ダイハツOEM以降）

### バン

#### 7代目（2012年 - 2022年）

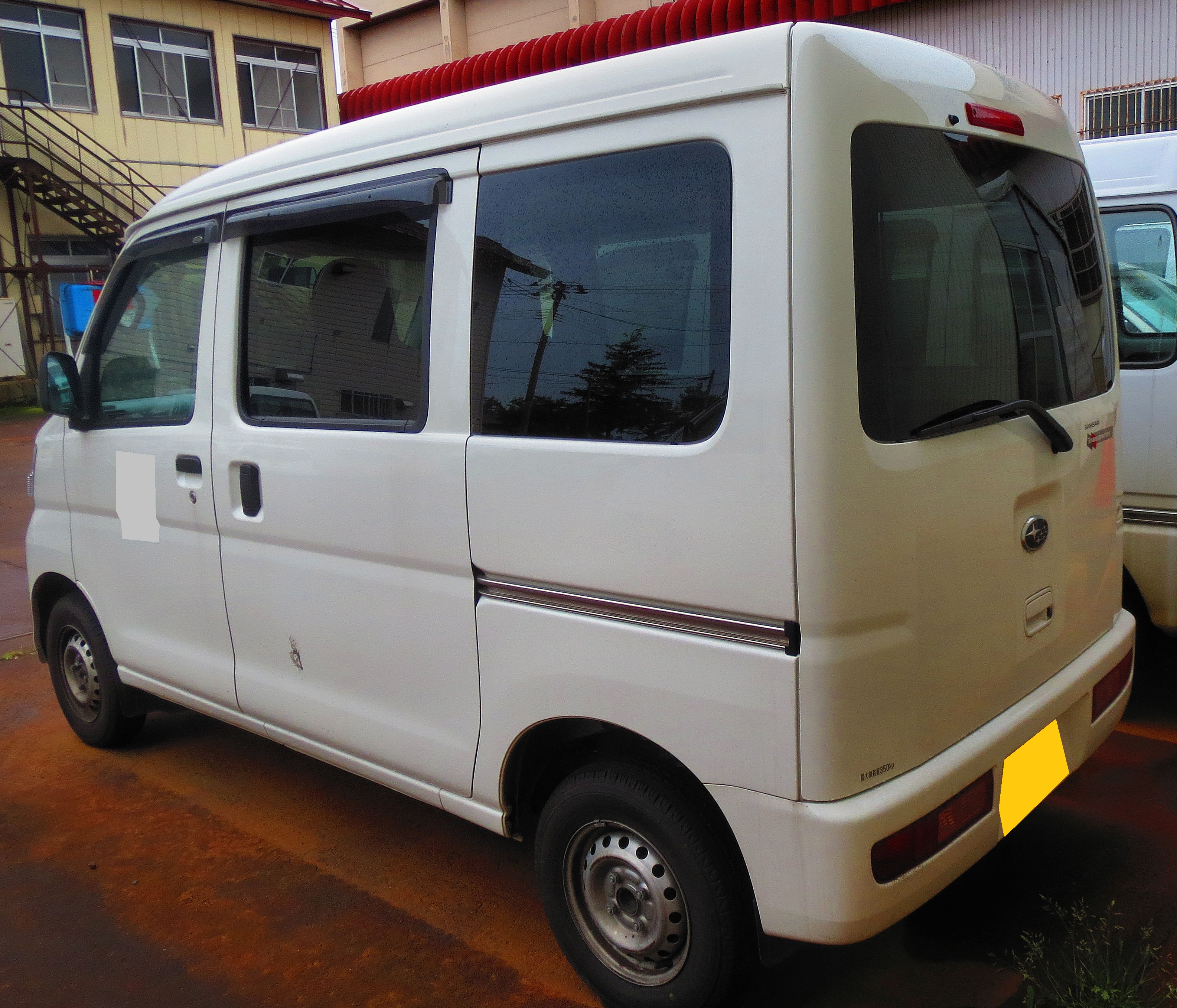
2012年4月発売型 トランスポーター AWD リア
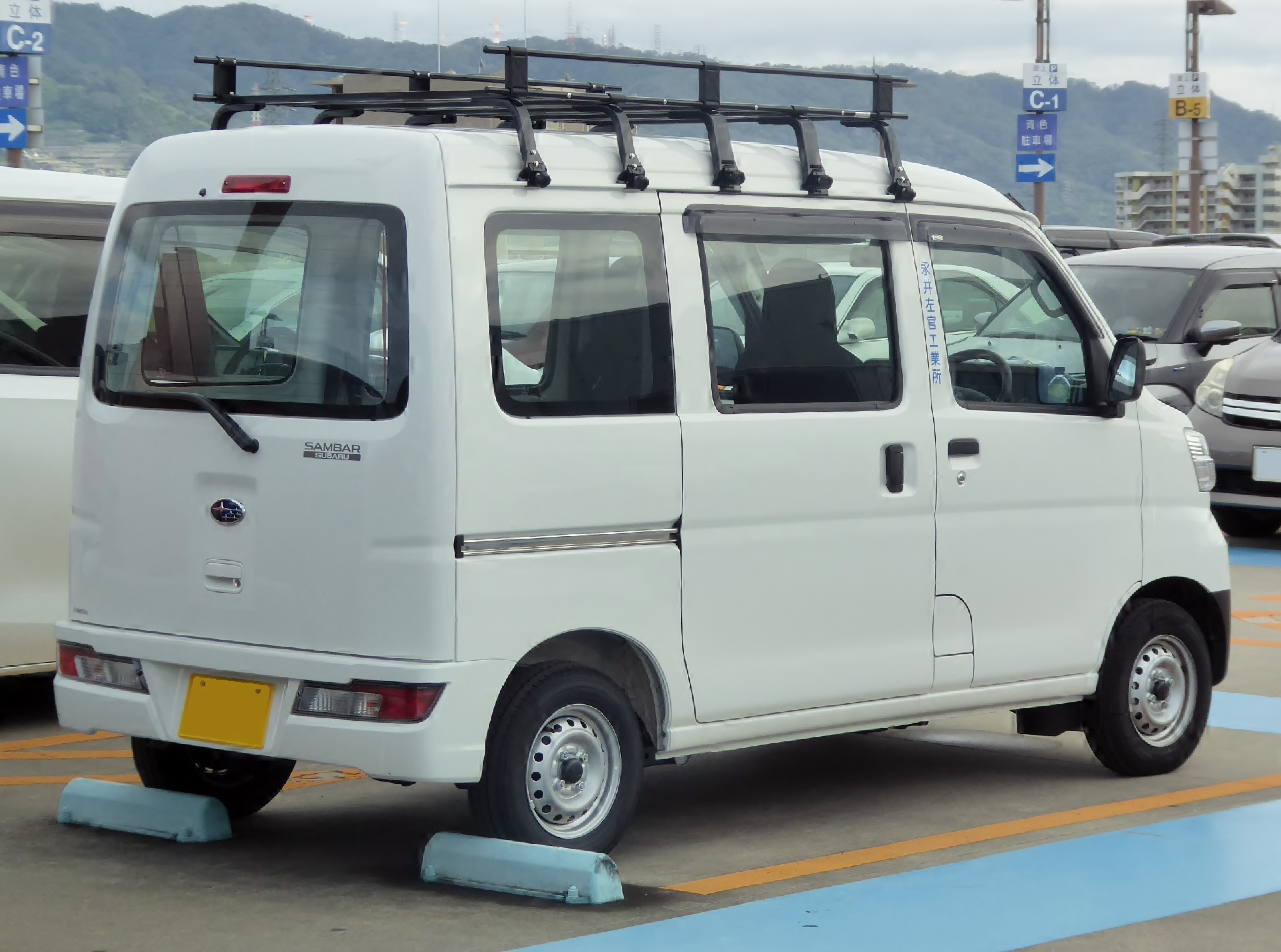
2017年11月改良型 VBクリーン リア
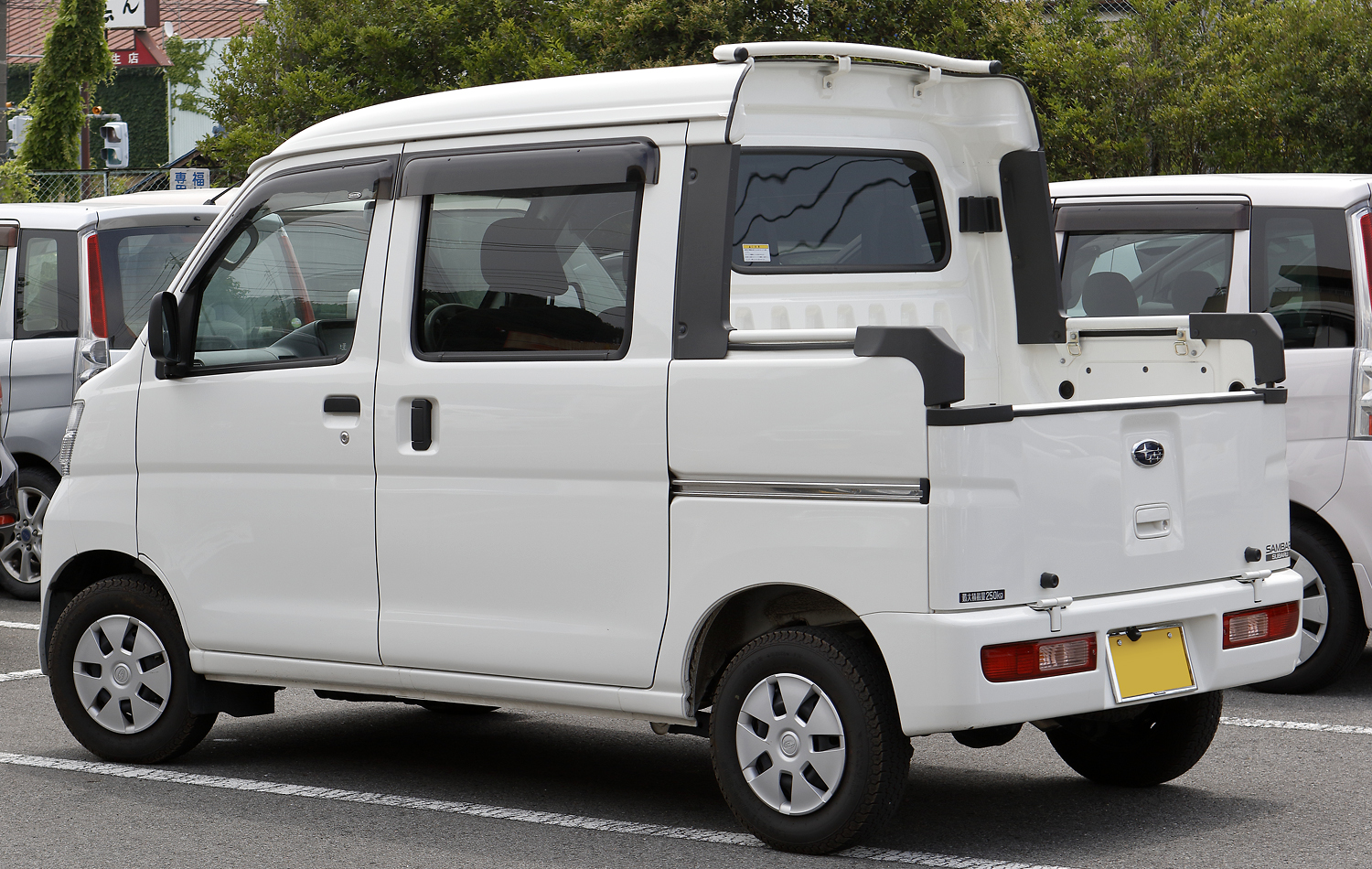
オープンデッキ G リア (2012/7 - 2017/10)

2012年（平成24年）4月2日
6代目の生産終了から約1か月のブランクを経て、トラックと共に7代目にフルモデルチェンジ。7代目は前述のとおり、ダイハツからOEM供給を受けるモデルで、10代目ハイゼットカーゴがベースとなる。
外観は姉妹車であるトヨタ・ピクシスバン同様に、CIマーク（サンバーの場合は六連星（むつらぼし））や車名エンブレム変更に加え、「VBクリーン」と「VB 2シーター」の2WD車及び全グレードの4WD車でトラック同様に寒冷地仕様を標準装備し、「VC」と「VCターボ」はオーディオレス化される。さらに、メーカーオプションの「ビジネスパック」は「VCターボ」のみの設定となる。
自社生産されていた6代目からの変更点として、荷室フロア長、荷室幅、荷室高を拡大したことで荷室が広くなるとともに、荷室フロア地上高を下げ、大型リアゲートを採用したことで積載性の作業効率を向上。さらに、ユースフルナット&ホールも装備し、使い勝手も高めた。キャビンもインパネセンターシフトの採用やインパネのレイアウトをコンパクトにまとめたことで室内空間にゆとりを持たせ、トラック同様に運転席周りに収納スペースを多数配置。さらに、3リンク・リヤサスペンションの採用とロングホイールベース化によって乗り心地の良さと走行時の直進安定性を向上。オートマチック車は4速に変更した。デュアルSRSエアバッグを標準装備し、ABS（グレードにより、標準装備又はオプション設定）は電子制御制動力配分システム（EBD）を採用した。また、伝統の「リアエンジン」や「4輪独立懸架サスペンション」、「フロントベンチレーテッドディスクブレーキ」も廃止となった。
グレード体系は「VB（ハイゼットカーゴ「スペシャル」相当）」・「VBクリーン（同「スペシャルクリーン」相当）」・「トランスポーター（同「デラックス」相当）」・「VC（同「クルーズ」相当）」・「VCターボ（同「クルーズターボ」相当）」・「VB 2シーター（同「2シーター ハイルーフ」相当）」の6グレードが設定される。なお、「VCターボ」の最大積載量は2名乗車時で200kgとなっている（その他のグレードは2名乗車時で350kg）。
リヤコンビランプは三菱・ミニキャブバン（2011年のマイナーチェンジ以降）/日産・NV100クリッパー（初代）と共通品であった（そのため、ダイハツ、トヨタ、スバル、三菱、日産の5社で、同一部品の装着された車を扱うという現象が発生した。その後、日産がフルモデルチェンジに伴ってスズキからのOEMのみに切り替えたことでこの現象はなくなる）。
2012年7月4日
ハイゼットでの「デッキバン」に相当する、バンの荷室には積みにくい背の高い荷物でも積み込める荷台を備えた「オープンデッキ」を発売（S321Q/S331Q型）。グレード体系は標準グレードの「オープンデッキ（ハイゼット「デッキバン」相当）」とフロントドアパワーウィンドゥ、アームレスト一体ドアポケット、電波式リモコンドアロック、12インチフルホイールキャップ、濃色ガラス（スライドドア・リア）を追加装備した「オープンデッキG（同「デッキバンG」相当）」の2グレードが用意される。オープンデッキタイプのバンはサンバーシリーズでは初となった。なお、「オープンデッキ」では寒冷地仕様が標準装備される代わりにオーディオレス仕様（10cmフロント2スピーカー付）となる。
2012年12月17日
トラックと共に一部改良（仕様変更扱い）。触媒の変更により全車がJC08モード燃費に対応し、このうち、「VCターボ」を除く2WD・4AT車及び「VC」のAWD・4AT車は平成27年度燃費基準を達成した。
2014年（平成26年）12月19日
特別仕様車「ブラックインテリアセレクション」を発売。「トランスポーター」・「VC」・「VCターボ」をベースに、撥水加工を施したフルファブリックシートとドアトリムにブラックを採用し、インパネ（センターパネル・メーターフード）にシルバー加飾を施した。また、トラック同様に3層塗装を施して防錆性能を強化し、ボディ外板の表面サビ保証をベース車の1年から3年に、穴あきサビ保証をベース車の3年から5年にそれぞれ延長した。そのほか、「VC ブラックインテリアセレクション」と「VCターボ ブラックインテリアセレクション」はオーディオスペースをワイドサイズに対応する200mmに拡大し、フロントウインドゥトップシェードの色をベース車のグリーンからブルーに変更。カーゴルームランプはLED化した。「トランスポーター ブラックインテリアセレクション」はフロントウインドゥトップシェード（ブルー）と4センサー4チャネルABS（EBD付）を特別装備した。ボディカラーはトラックの「カラーパック」での設定色である「ブルー・マイカメタリック」、「トニコオレンジ・メタリック」、「オフビートカーキ・メタリック」の3色の専用ボディカラーを設定し、軽キャブバンでは異例の7色（「トランスポーター ブラックインテリアセレクション」は6色）展開となった。
2015年（平成27年）4月3日
一部改良。
電子制御スロットルを新たに採用し、AT車には電子制御式4ATを採用。さらに、NAエンジンの圧縮比向上による燃焼効率向上による燃費改良を行ったことで、平成27年度燃費基準達成車を全車に拡大し、NA・2WD・4AT車及び「VC」のAWD・4AT車は「平成27年度燃費基準+5%」を、それ以外のグレード・仕様もこれまで対象外だった5MT車を含めて平成27年度燃費基準をそれぞれ達成。さらに「VBクリーン」は「平成17年基準排出ガス75%低減レベル（☆☆☆☆）」を達成した。「VC」・「VCターボ」はフロントウインドゥトップシェードを特別仕様車「ブラックインテリアセレクション」と同じブルーに変更。ボディカラーの「ホワイト」も特別仕様車「ブラックインテリアセレクション」と同じ3層塗装仕様の「ホワイトIII」に変更した。併せて、横幅180mmだったオーディオスペースを200mmに拡大したほか、特別仕様車「ブラックインテリアセレクション」の装備内容をパッケージ化した「ブラックインテリアパック」を「トランスポーター」・「VC」・「VCターボ」にメーカーオプション設定した。
2015年11月30日
一部改良（仕様変更扱い）。
「VC」・「VCターボ」・「オープンデッキG」に装備されているフロント2スピーカーのスピーカーサイズを10cmから16cmに拡大し、リアシートにオートロックを追加。併せて、純正ナビ・ドライブレコーダー・リアビューカメラ（オープンデッキGを除く）装着用プリワイヤーハーネスを追加した。「トランスポーター」・「VC」・「VCターボ」に設定の「ブラックインテリアパック」装着時のみ選択できる特別ボディカラーの一部入れ替えを行い、「ブルー・マイカメタリック」と「オフビートカーキ・メタリック」に替え、「ミストブルー・マイカメタリック」と「アーバンナイトブルークリスタル・メタリック（オプションカラー）」を新たに設定。また、グレード体系の一部変更により「オープンデッキ」を廃止した。
2016年（平成28年）10月3日
一部改良（仕様変更扱い）。
「VCターボ」に「ブラックインテリアパック」を標準装備化（「ビジネスパック」装着時を除く）。
2017年（平成29年）11月13日
マイナーチェンジ。
新たに「スマートアシストIII」搭載グレードを設定。外観はフロントマスクやリアバンパー周りのデザインが変更されたほか、リアコンビネーションランプのテールランプとストップランプをLED化。LEDヘッドランプとメッキベゼル付LEDフォグランプも採用された。フロントバンパーはサイドカバーが追加された。内装はグレードによりオプション又は標準設定となっていたブラック基調インテリアが全車標準設定となった。アイドリングストップや電動パワーステアリングが採用され、タイヤを145/80R12に変更した。AT車は全グレードで燃費性能が向上されたため、NA・2WD・AT車は「平成27年度燃費基準+15%」、NA・4WD・AT車と「VCターボ スマートアシスト」の2WD車は「平成27年度燃費基準+10%」、「VCターボ スマートアシスト」の4WD車は「平成27年度燃費基準+5%」をそれぞれ達成した。
ボディカラーは既存の「ブライトシルバー・メタリック」が「VB」系グレード（VBクリーンを含む）にも設定が拡大され、また、トラックで設定されていた「カラーパック」がバンでも設定されるようになり、「ブラック・マイカメタリック」と「パール・ホワイトIII（有料色）」は「カラーパック」専用色に移行し、「カラーパック」専用色として、「ブラックインテリアパック」で設定されていた「ミストブルー・マイカメタリック」、トラックにも設定されている「ライトローズ・マイカメタリック」、新規色の「ファインミント・メタリック」の3色が追加された。なお、「スマートアシストIII」搭載に伴い、「VC」と「VCターボ」がMT専用グレードとなったほか、「オープンデッキG」は「スマートアシストIII」の標準装備化に伴い「オープンデッキ スマートアシスト」に改名され、4AT専用グレードとなった（ハイゼットカーゴの「デッキバンG"SA III"」相当）。「スマートアシストIII」搭載グレードには、リヤコーナーセンサー、エマージェンシーストップシグナル、VDC（ハイゼットカーゴ、ピクシスバンのVSC&TRCに相当）が装備された。また、EBD機能付きABSを全車に、ヒルホールドシステムをAT車にそれぞれ標準装備とした。
2018年（平成30年）12月17日
一部改良。
スマートアシストIII搭載グレード「VB 2シーター スマートアシスト」、「VB スマートアシスト」、「トランスポーター スマートアシスト」、「VC スマートアシスト」、「VCターボ スマートアシスト」に5MT車が追加設定された（なお、5MTのスマートアシストIII搭載車はAT誤発進抑制制御機能（前方誤発進・後方誤発進）が非装備となる）。追加設定に伴い、5MT専用グレードの「VC」と「VCターボ」は新グレードに統合され廃止された。
2019年（令和元年）11月7日
一部改良。
「VB 2シーター スマートアシスト」・「VB スマートアシスト」・「VBクリーン スマートアシスト」・「トランスポーター スマートアシスト」・「VC スマートアシスト」・「VCターボ スマートアシスト」において、従来は「VC スマートアシスト」と「VCターボ スマートアシスト」に「LEDパック」としてオプション設定されていたLEDヘッドランプを標準装備化された。
2020年（令和2年）9月3日
トラックと共に一部改良。オートライトを全車に標準装備。また、WLTCモードによる燃料消費率及び排出ガスに対応（燃料消費率はJC08モードの数値も併記）し、「VBクリーン スマートアシスト」は「平成30年排出ガス基準50%低減レベル（☆☆☆☆）」認定を取得した。
2021年（令和3年）5月
OEM元のハイゼットカーゴ同様、長期的なコロナ禍からもたらされた世界的な半導体需要の急拡大等による部品供給ひっ迫の影響により、一部グレードに標準装備のAM/FMラジオおよびインパネセンターポケットを設定中止とし、オーディオレス（16cmフロントスピーカー付）仕様に変更された。
2021年11月30日
OEM元の10代目ハイゼットカーゴ同様、サンバーバンの8代目への移行のため、7代目サンバーバンの注文受付終了、および生産終了。以後、流通在庫のみの対応となる。
2022年（令和4年）1月12日
後述する8代目と入れ替わる形で販売終了。
- 2012年4月発売型
トランスポーター AWD リア
- 2017年11月改良型
VBクリーン リア
- オープンデッキ G
リア
(2012/7 - 2017/10)

#### 8代目（2022年 -）

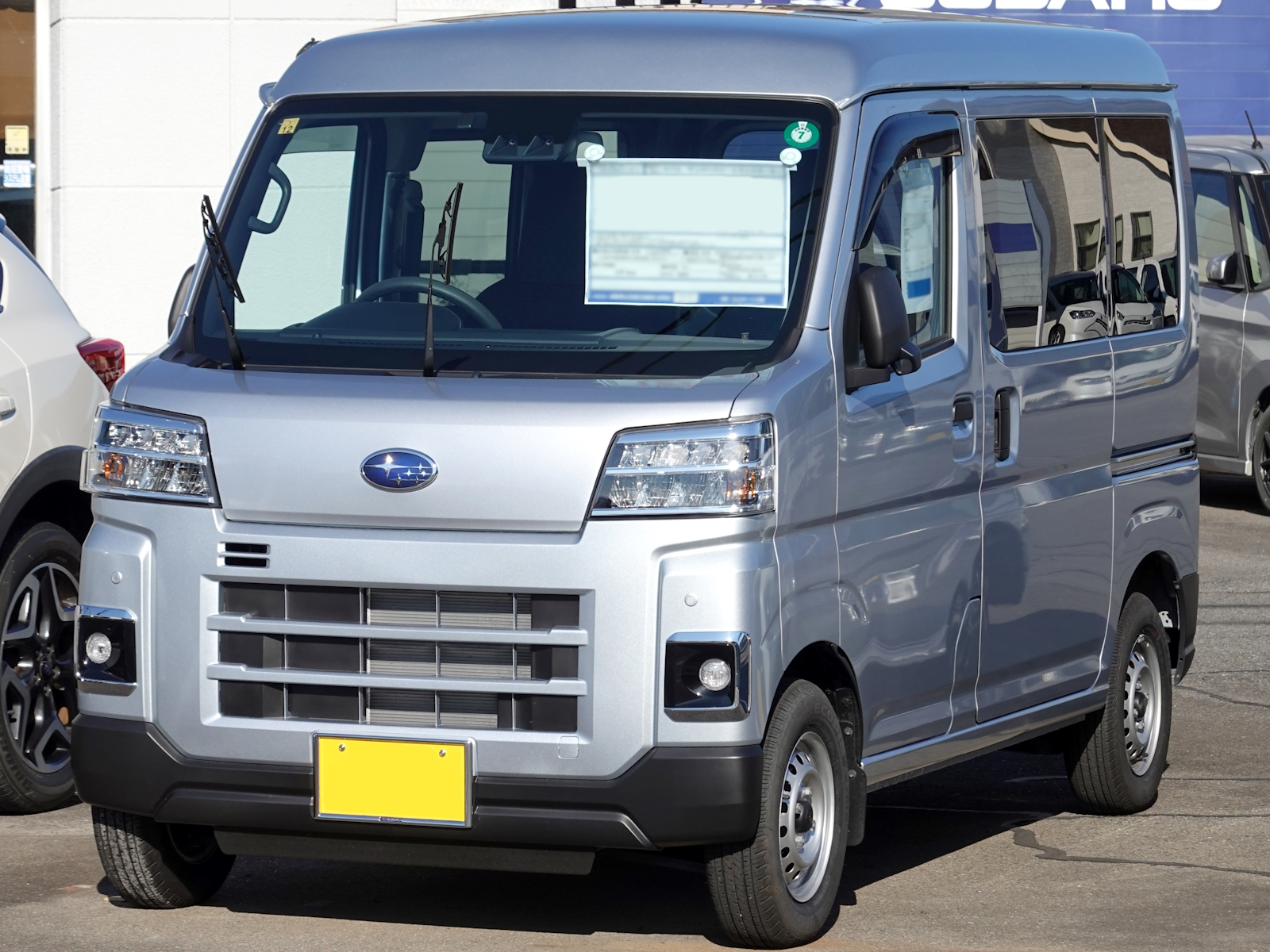
トランスポーター
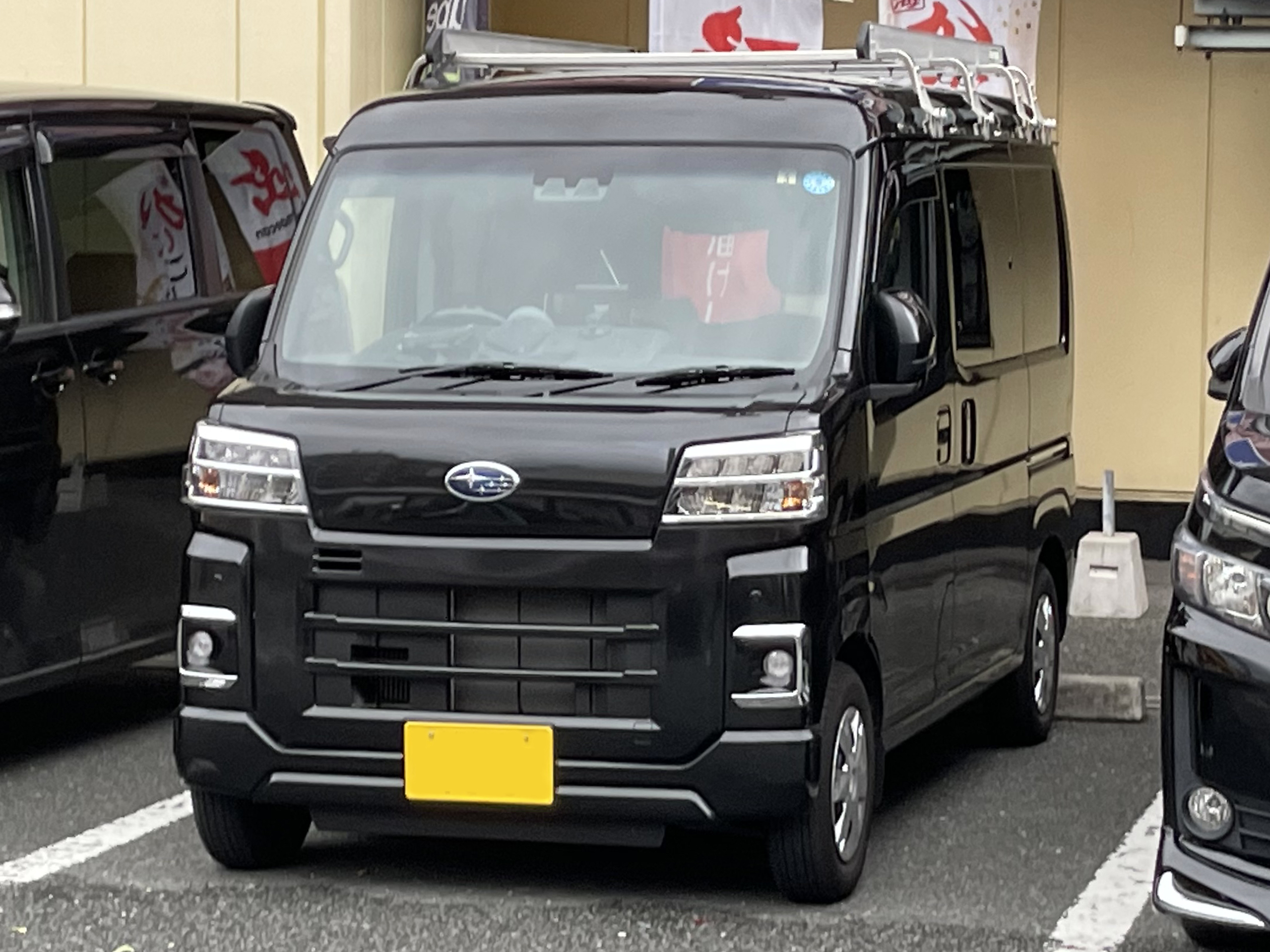
VC

2022年（令和4年）1月13日
OEM元のハイゼットカーゴ（同アトレーを含む）並びに姉妹車のピクシスバンから約3週間遅れでフルモデルチェンジを発表。
「スマートアシスト」はステレオカメラを刷新した次世代型となり、衝突回避支援ブレーキ機能や衝突警報機能の対応速度の向上、二輪車・自転車・夜間歩行者認識への対応を行うと共に、車線逸脱抑制制御機能や路側逸脱警報機能を追加。LEDヘッドランプ装備車にはアダプティブドライビングビームも装備された。併せて、プラットフォームが刷新され、荷室上部やリアゲートの傾きをより垂直に近くすることでスクエアボディ化された。トランスミッションはATを5代目中期型以来となるCVTに変更され、4WD・CVT車は通常走行用の「2WD」、未舗装路用の「4WD LOCK」に路面状況に応じて駆動力を制御する「4WD AUTO」を追加した3モード切替を備えた電子制御式4WDが採用された。
グレード体系は「VB 2シーター（スマートアシスト付を含む）」と「オープンデッキ スマートアシスト」を廃止、「VB」と「トランスポーター」は「VB スマートアシスト」並びに「トランスポーター スマートアシスト」を吸収統合し、「スマートアシスト」を標準装備化。「VBクリーン スマートアシスト」・「VC スマートアシスト」・「VCターボ スマートアシスト」は7代目の2017年（平成29年）11月のマイナーチェンジ以来となる「VBクリーン」・「VC」・「VCターボ」に戻り、「VCターボ」はCVT専用グレードへ移行。さらに、5・6代目に設定されていた上級グレード「ディアス」を6代目ダイハツ・アトレーの「RS」をベースモデルとして、バンのグレード名としては2012年（平成24年）3月の販売終了以来、約9年10ヶ月ぶりに復活。専用フロントメッキグリルや両側パワースライドドア、全車速追従機能付アダプティブクルーズコントロール、LKC（レーンキープコントロール）などの専用装備を備えた。なお、FM/AMラジオは「VB」・「VBクリーン」・「トランスポーター」に限り復活し、メーカーオプションは前述した「カラーパック」のみとなり、ハイゼットカーゴに設定されているディスプレイオーディオはサンバーバンでは未設定となる。また、六連星エンブレムはフロントのみの装着となり、リアについては全車に「SUBARU」ロゴと「SAMBAR」ロゴを上下入れ替えた新デザインのデカールが装着され、「ディアス」には「SUBARU SAMBAR」のデカールと反対側になる左側に先代から流用された「Dias」ロゴのメッキエンブレムも装備される。
全車に装備されているリバース連動リアワイパーの位置も変更されており、7代目バンのリアゲートガラス真下中央からリアゲートガラスの上部中央に配置されているLEDハイマウントストップランプの左隣へ移動された。ただし、アトレー「X」やハイゼットとアトレーの各種「デッキバン」に相当するグレードは設定されない。
「ディアス」については福祉改造車両「トランスケア」のラインナップとして、「アトレー スローパー」をベースとした車いす移動車「ディアス スロープタイプ」も同時に設定、発売されている。
ボディカラーは7代目からホワイト IIIとブライトシルバー・メタリックを踏襲。「VC」・「VCターボ」専用のメーカーオプション「カラーパック」は7代目からブラックマイカ・メタリックを踏襲し、パールホワイト III（有料色）はシャイニングホワイトパール（有料色）へ入れ替え、7代目で2017年（平成29年）11月のマイナーチェンジで廃止されていたトニコオレンジ・メタリックを復活設定し、3色となった（なお、ハイゼットカーゴ・ピクシスバンにはカラーパックが設定されている「デラックス」がベースとなる「トランスポーター」にはカラーパックが設定されないほか、ハイゼットカーゴで設定されたアイスグリーンは姉妹車のピクシスバン同様に非設定となる）。「ディアス」はブライトシルバー・メタリック、「VC」・「VCターボ」では「カラーパック」設定色となる3色に加え、専用色として、7代目では「オープンデッキ スマートアシスト」設定色だったオフビートカーキ・メタリックと新色のレーザーブルークリスタルシャイン（メーカーオプション）を加えた6色が設定される。
自社生産時代から受け継がれてきたトランスポーターのロゴデカールは本代で装着されなくなった。
2022年10月20日
リコールを国土交通省に届け出。
国土交通省によると、ステアリングギアのブーツ取付け部のシールが不適切かつエアコンドレンホースが直上にあるため、エアコン凝縮水が取付け部に滴下しギヤ内部に浸入するものがある。
2023年（令和5年）12月20日（補足）
OEM元のダイハツ工業の不正問題の調査で対象がこれまで判明していた6車種から当車種を含めたほぼ全ての車種に拡大することが明らかとなり、国内外の全てのダイハツ工業製の車種の出荷を停止する方向で調整することとなった。
2024年（令和6年）11月7日
一部改良モデルを発表。同年11月5日のハイゼットカーゴ及びアトレーの一部仕様変更に準じたもので、「VB」と「トランスポーター」に側面衝突時の乗員保護を目的にサイドピラーガーニッシュが追加された。
- トランスポーター
- VC

### トラック

#### 7代目（2012年-2014年）
2012年（平成24年）4月2日
6代目の生産終了から約1か月のブランクを経て、バンと共に7代目にフルモデルチェンジ。7代目は前述のとおり、ダイハツからOEM供給を受けるモデルで、9代目ハイゼットトラックがベースとなる。
外観は姉妹車であるトヨタ・ピクシストラック同様に、CIマーク（サンバーの場合は六連星（むつらぼし））や車名エンブレム変更に加え、専用デザインのフロントグリル（実際はフロントガーニッシュ）が全車に装備される。装備面についてはハイゼットや姉妹車のピクシストラックと異なり、運転席SRSエアバッグを全車に、寒冷地仕様を「TB」を除く全グレードにそれぞれ標準装備するほか、オーディオは「TB」にはFM/AMラジオを、「TC」には1DIN CD・AM/FM付ステレオをそれぞれ標準装備する。一方で、メーカーオプション設定の「ストロング防錆パック」はカタログモデル全グレード未設定となる（ただし、JA専売モデルである「JAサンバートラック TCプロフェッショナル」では設定される）。
自社生産されていた6代目からの変更点として、荷台のフロア長を80mm拡大。内装も運転席周りに大型グローブボックスや大型インパネセンターポケット等収納スペースが多数配置された。また、最小回転半径を0.2m小さく（3.9m→3.7m）して取り回しをよくしているほか、デュアルSRSエアバッグとABSをまとめたセイフティパックをオプション設定した。
グレード体系は「TB（ハイゼット/ピクシストラックの各「スペシャル」に相当）」・「TC（同「エクストラ」相当）」・「ハイルーフ（同「ハイルーフ」相当）」・「グランドキャブ（同「ジャンボ」相当）」・「パネルバンハイルーフ（同「パネルバンハイルーフ」相当）」・「三方開ダンプ（同「ローダンプ エアコン・パワステ装着車」相当、特装車）」の6グレードを設定する。なお、ハイゼットトラックやピクシストラックを含めた他メーカー製の軽トラックで設定されている農家向けグレードは、後述するJA専売モデルの「JAサンバートラック TCプロフェッショナル」が設定されている関係で、一般向けのカタロググレードには設定されない。
2012年12月17日
バンと共に一部改良（仕様変更扱い）。
2013年1月から施行される灯火器および反射器等に関する法規に対応するため、全車に後方反射板を追加装備し、夜間の積み降し作業時や乗降時の安全性を向上。併せて、防錆鋼板の採用範囲拡大（一部改良前の約90%から約95%にまで拡大）、およびボデーシーラーの塗布範囲拡大を実施し耐蝕性の向上が図られると共に、触媒の変更により全車がJC08モード燃費に対応した。
2013年（平成25年）10月28日
「TB」を仕様変更。運転席SRSエアバッグを非装備化し、メーカーオプション設定に変更した（他の装備とのセットオプションが基本となるが、MT車は単独のオプションも設定される）。
2014年（平成26年）2月
特別仕様車「タフパッケージ」を発売（本特別仕様車は先に発売したハイゼットトラック「VS」に相当する）。「TB」のエアコン・パワステ・エアバッグ装着車および、「TC」・「ハイルーフ」をベースに、3層塗装の採用、ガードフレームとヒンジにフルメッキ防錆処理（側面のヒンジには一部防錆剤も追加）を施し、荷台下フレームの外面と下面にアンダーコートと防錆ワックスを塗布することで防錆対策を徹底し、サビ保証もボディ外板穴あきサビ5年・ボディ外板表面サビ3年に延長。装備面は共通で歩み板対応リアアオリを装備したほか、「TBタフパッケージ」、「ハイルーフタフパッケージ」はベース車の「TC」に標準装備されている大型荷台作業灯、格納式リアアオリチェーン、カラードバンパーの3点も特別装備した。これらの追加装備を行いながらも、車両本体価格はベース車と同価格（据え置き）とした。
ボディカラーはカタロググレードに設定されている「ホワイト」の3層塗装仕様「ホワイトIII」と、カタロググレードでは「TC」「グランドキャブ」のみに設定されている「ブライトシルバー・メタリック」の2色を「タフパッケージ」全グレードに設定した。なお、「タフパッケージ」の発売に伴い、同年1月31日をもって「TC」と「ハイルーフ」の生産を終了し、同時に「TB」のセットオプションの一部も廃止となった。
2014年8月
生産終了。在庫対応分のみの販売となる。
2014年9月1日
8代目と入れ替わる形で販売終了。

#### 8代目（2014年 -）
2014年（平成26年）9月2日
トラックをフルモデルチェンジ（バンは7代目を継続販売）。
エンブレムやデカールの変更を除く外観や基本仕様は10代目ハイゼットトラック、および2代目ピクシストラックに準じる。先代からの変更点として、最小回転半径を3.6mに縮小（13インチタイヤ装着車を除く）し、エンジンは高圧縮比化、メカニカルロス低減、電子制御スロットルなどを採用。MT車は5速をハイギア化。AT車は電子制御式4速ATを採用。併せて、充電制御と省電力型のフューエルポンプを採用したことで燃費を向上し、4AT車は「平成27年度燃費基準+10%」、5MT車は「平成27年度燃費基準」をそれぞれ達成した。安全面では、ボディ骨格の見直しに加え、高張力鋼板を採用したことにより衝突時のエネルギーを効率よく分散・吸収する骨格構造となり、2016年4月から実施された最新法規56km/hオフセット衝突に対応。防錆面ではアッパーボディの表面の100%を防錆化し、フレームの防錆鋼板の範囲拡大、3層塗装（カチオン電着塗装・中塗り・表面塗り）の標準化に加え、フロントパネルを樹脂化し、飛び石などの直撃が原因で塗装が傷つき剥がれることによる錆も防止した。
なお、グレード体系は「TB（ハイゼットトラックおよびピクシストラックの各「スタンダード“エアコン・パワステレス”」相当）」と「TC（同「エクストラ」相当）」の2グレードのみで、ハイゼットトラックおよびピクシストラックの「スタンダード」相当は「TB エアコン・パワステ装着車」としてメーカーオプション扱いでの設定となる。農繁仕様については先代同様、JA専売モデルの「JAサンバートラック TCプロフェッショナル」が設定されている関係で、一般向けのカタロググレードには設定されない。
2014年10月14日
先代に引き続き、「ハイルーフ」・「グランドキャブ（ハイゼットトラック「ジャンボ」相当）」・「パネルバンハイルーフ」・「三方開ダンプ（同「ローダンプ」相当）」を追加発売。4グレードで「TC」同様にハイゼットトラックの各グレードではメーカーオプション設定となっている寒冷地仕様を標準装備したほか、「ハイルーフ」・「グランドキャブ」はリア牽引フックと「セイフティパック」を、「グランドキャブ」は「スタイリッシュパック」をそれぞれ標準装備しており、その分価格が上乗せされている。
2015年（平成27年）4月
一部改良（仕様変更扱い）。
燃費基準の区分変更に伴い、「TB」・「TC」の2WD・4AT車は「平成27年度燃費基準+15%」、「TB」・「TC」のAWD・4AT車は「平成27年度燃費基準+10%」、「TB」・「TC」の5MT車、「ハイルーフ」・「グランドキャブ」の4AT車は「平成27年度燃費基準+5%」をそれぞれ達成した。
2016年（平成28年）10月3日
一部改良（仕様変更扱い）。
「カラーパック」専用色の一部入れ替えを行い、「ブルー・マイカメタリック」を廃止する代わりにアーバンナイトブルークリスタル・メタリック（有料色）」と「マスカットグリーン・メタリック」を新たに設定した。
2017年（平成29年）11月13日
一部改良（仕様変更扱い）。
LEDヘッドランプを「グランドキャブ」に標準装備、「TC」にメーカーオプション設定されたほか、「パネルバン ハイルーフ」を除く全車に装備されている鳥居にT字フックが追加された。
今回の一部改良により「TB」はエアコン・パワステが標準装備となり、「ハイルーフ」が廃止された。また、ABS（EBD付）も全車標準装備となり、「カラーパック」専用色は「アーバンナイトブルークリスタル・メタリック（有料色）」と「マスカットグリーン・メタリック」を廃止する代わりに「ファインミント・メタリック」が追加され、「ブライトシルバー・メタリック」は標準設定色に変更。
2018年（平成30年）5月14日
一部改良を発表（5月17日受注開始、6月1日販売開始）。
バンに採用の「スマートアシストIII」をベースに、軽トラックの特性に合わせて対車両の衝突回避支援ブレーキの作動速度域を変更した「スマートアシストIIIt」が新たに採用され、スバルの「スマートアシスト」搭載車で初めてMT車にも設定された（MT車ではAT誤発進抑制制御機能(前方誤発進)）が非装備となる）。また、グレード体系が変更となり、「TB」に「スマートアシストIIIt」搭載車の「TB スマートアシスト」が追加され、「TC」と「グランドキャブ」は「スマートアシストIIIt」が標準装備されたことで、「TC スマートアシスト」と「グランドキャブ スマートアシスト」にそれぞれ改名された。また、「スマートアシストIIIt」搭載車にはVDC（ハイゼットトラック、ピクシストラックのVSC&TRCに相当）、エマージェンシーストップシグナル、ヒルホールドシステム（AT車のみ）、UV&IRカット機能付ガラス（フロントウィンドウ）、フロントウインドゥトップシェード、運転席バニティミラーも装備された。
フォグランプがLED化され、それに伴ってベゼル意匠も変更された。
2019年（令和元年）10月17日
一部改良。
「グランドキャブ スマートアシスト」に装備されていたLEDヘッドランプを「TB スマートアシスト」と「TC スマートアシスト」にも拡大して標準装備された。
2020年（令和2年）9月3日
バンと共に一部改良された。
オートライトを全車に標準装備されたほか、「TB スマートアシスト」、「TC スマートアシスト」、「グランドキャブ スマートアシスト」にはバックソナーを追加し、さらにAT車はAT誤発進抑制制御機能が後方にも対応した。
架装車の「三方開ダンプ」と「パネルバンハイルーフ」には「スマートアシストIIIt」も標準装備され、「三方開ダンプ スマートアシスト」、「パネルバンハイルーフ スマートアシスト」にそれぞれ改名した。なお、OEM元のハイゼットトラックや姉妹車のピクシストラックと同様、燃料消費率並びに排出ガスのWLTCモード対応化（平成30年排出ガス規制適合）に伴って燃費基準未達成となり、従来リアウインドゥ右下に装着されていた「燃費基準達成車」ステッカーが装着されなくなった。
2021年（令和3年）5月
OEM元のハイゼットトラック同様、長期的なコロナ禍からもたらされた世界的な半導体需要の急拡大等による部品供給ひっ迫の影響により一部グレードに標準装備のAM/FMラジオおよびインパネセンターポケットを設定中止とし、オーディオレス（10cmフロントスピーカー付）仕様に変更された。
2022年（令和4年）1月13日
OEM元のハイゼットトラック並びに姉妹車のピクシストラックから約3週間遅れで大幅改良モデルを発表。バン同様に「スマートアシスト」をステレオカメラを刷新した次世代型となり、非装着車が設定されたハイゼットトラック・ピクシストラックと異なり全車標準装備となった。トランスミッションはATを5代目中期型以来となるCVTに変更され、4WD・CVT車には電子制御式4WDを採用。従来はAT車のみの装備であった誤発進抑制機能はブレーキ制御機能付に強化され、MT車にも拡大して装備。フロントグリルは六連星エンブレムを組み込んだ新デザインとなった。
グレード体系は「三方開ダンプ スマートアシスト」と「パネルバン ハイルーフ スマートアシスト」を廃止、「TB」は「TB スマートアシスト」を吸収統合して「スマートアシスト」を標準装備化。「TC スマートアシスト」と「グランドキャブ スマートアシスト」は2018年5月の一部改良以来約3年8ヶ月ぶりに「TC」と「グランドキャブ（ハイゼットトラック「ジャンボエクストラ」に相当）」に戻り、従来の「JAサンバー」（後述）をカタロググレード化した4WD専用の農業従事者向けグレード「TA」を追加して4グレードに整理された。なお、ハイゼットトラックの「ジャンボスタンダード」に相当するグレードは設定されていない。メーカーオプションの「カラーパック」は「グランドキャブ」のCVT車のみの設定となり、「カラーパック」専用色は既存色をトニコオレンジ・メタリック、オフビートカーキ・メタリック、ブラックマイカ・メタリックの3色に絞り、新色のファイアークォーツレッド・メタリックを加えた4色展開となった（なお、ハイゼットトラックで追加されたアイスグリーンは姉妹車のピクシストラック同様に未設定となる）。FM/AMラジオは「TB」・「TA」に限り設定を復活したが、ハイゼットトラックに設定されたディスプレイオーディオはサンバートラックでは未設定となる。
リアのデカールはバン同様に「SUBARU」ロゴと「SAMBAR」ロゴの上下を入れ替えた新デザインとなった。
2023年（令和5年）12月20日（補足）
OEM元のダイハツ工業の不正問題の調査で対象がこれまで判明していた6車種から当車種を含めたほぼ全ての車種に拡大することが明らかとなり、国内外の全てのダイハツ工業製の車種の出荷を停止する方向で調整することとなった。
2024年（令和6年）2月9日（補足）
同年1月30日に国土交通省から道路運送車両法の基準適合により出荷停止の指示が解除されたことを受け、生産・出荷を再開。
2024年（令和6年）10月末（補足）
OEM元の10代目ハイゼットトラック、およびそのOEMの2代目ピクシストラックと共に、同年11月から適用される継続生産車向けの新法規対応に適合していないという理由（例としてバックカメラ・バックモニターの標準装備の義務化など）のため、最低半年間の生産・出荷停止となる。
2025年（令和7年）2月27日
一部改良が行われ、生産・販売を再開（仕様変更扱い）。
同年2月25日に一部仕様変更を実施したOEM元の10代目ハイゼットトラック、およびそのOEMの2代目ピクシストラックの一部仕様変更の内容にほぼ準拠するもので、法規対応によりメーター内にクリアランスソナーのミュート表示が追加され、ソナーミュート用スイッチは押しているときのみONとなるモーメンタリ式へ変更。センターミラーガーニッシュとアッパーサイドガーニッシュも追加された。また、法規対応に加えて原材料費や物流費の高騰に伴って価格改定も実施された。

## 赤帽専用車

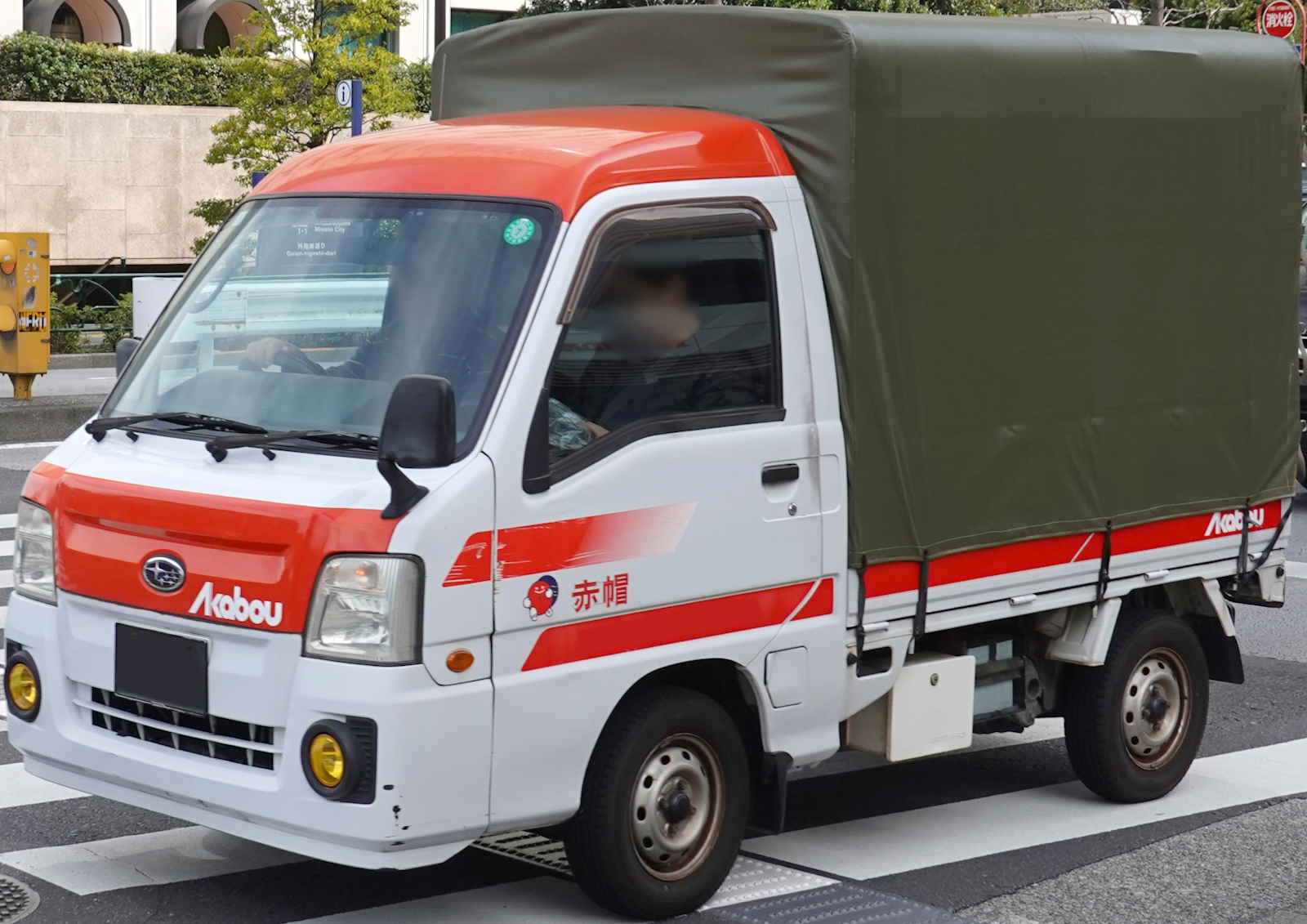
赤帽サンバー

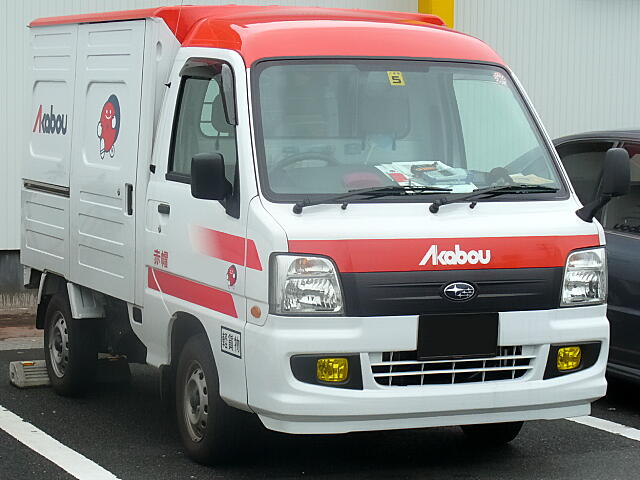
赤帽サンバー パネルバン

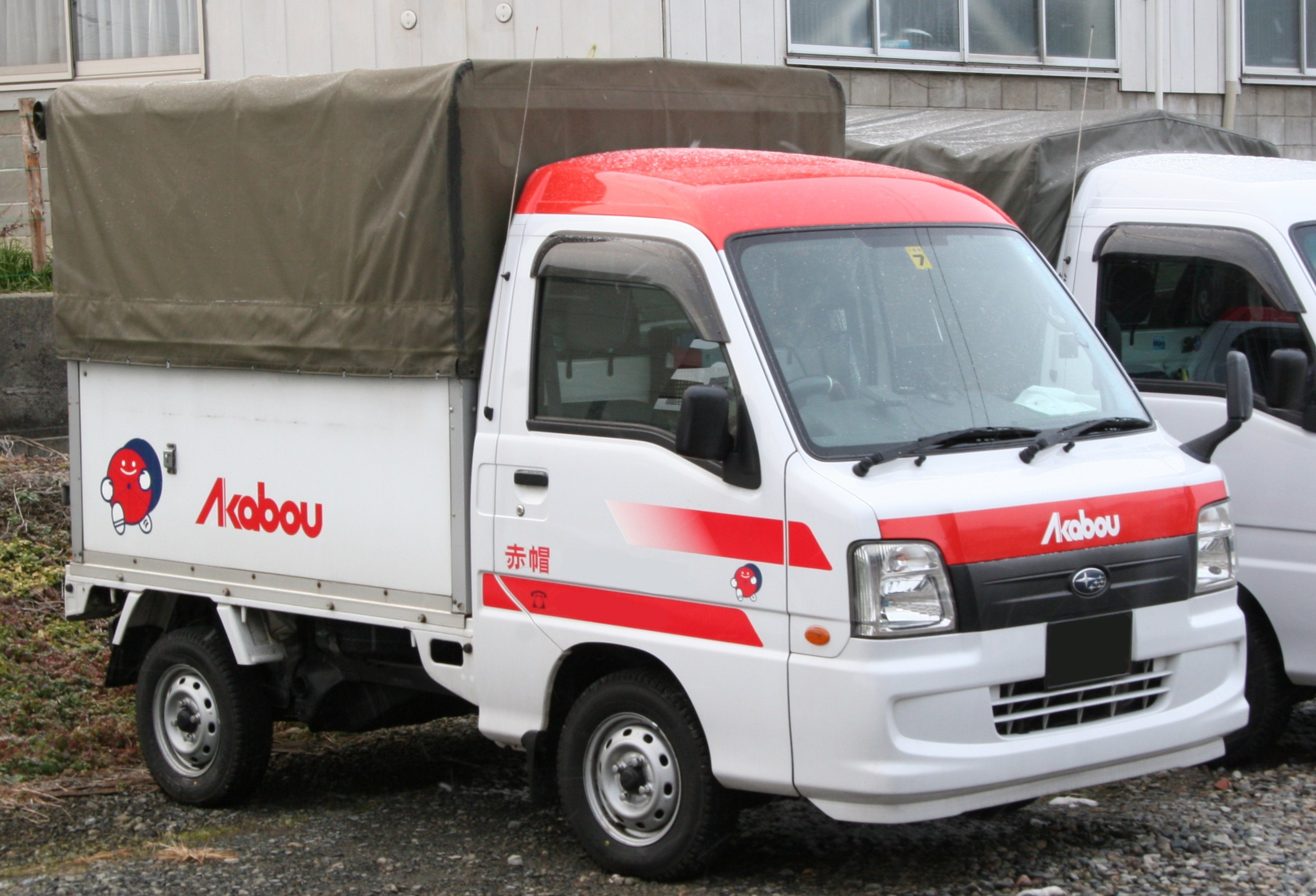
赤帽サンバー 幌付コンテナ

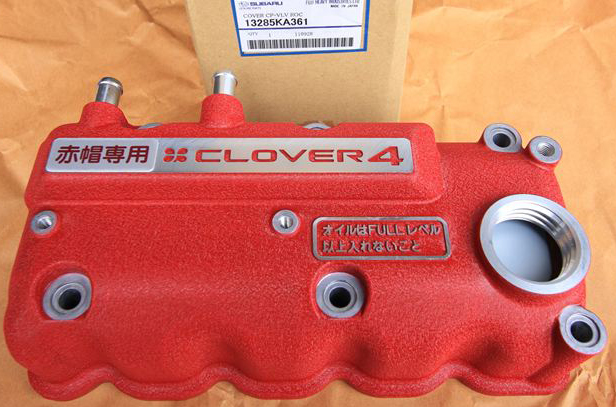
6代目サンバー後期型（最終）赤帽専用車用のロッカーカバー

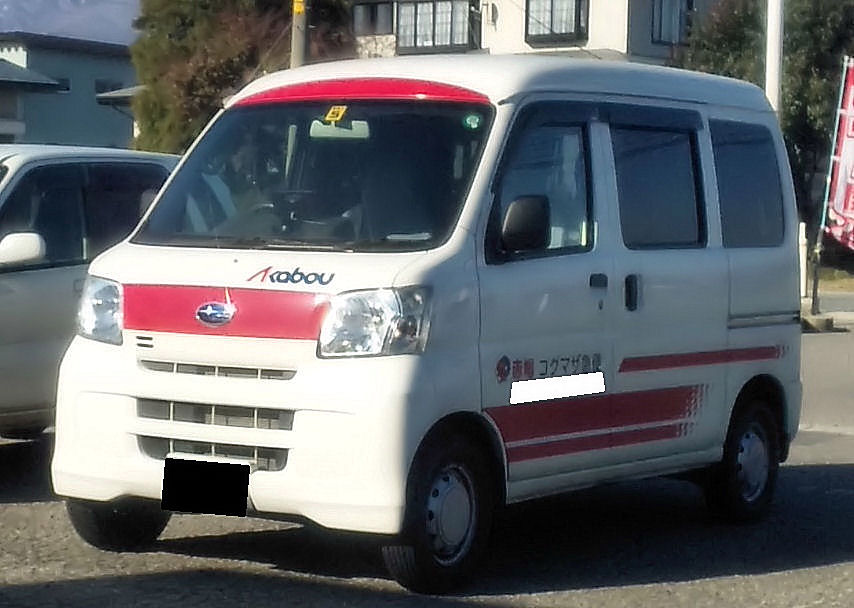
赤帽サンバー バン

全国赤帽軽自動車運送協同組合連合会（以降、「赤帽」）の使用車は、ごく一部の例外を除き全てサンバーが採用されていた。これは赤帽の開業当時、軽自動車がまだ非力な車で耐久性もあまり高くなく、組合員から「普通のエンジンでは赤帽の業務に耐えられない」という声が挙がり、耐久性能や出力を向上させた赤帽専用車両の製作を国内の自動車メーカーに打診した際、赤帽が小規模でありどこにも取り合って貰えなかった中、唯一前向きな姿勢を見せたのが富士重工業であったためとされている。以来30余年を経て2万台を超える車両が数年でリプレースされていく巨大な市場となったが、2011年のサンバーの生産中止まで、スバル以外のメーカーに参入の機会が与えられることは遂になかった。
赤帽専用サンバーは国土交通省の型式指定を受けた車輌（類別区分番号あり）である。赤帽車で使用されているエンジンは、各部に設計変更と強化部品の組み込みが施されており、耐久性が大幅に向上している。小排気量車による貨物輸送という、高負荷かつ長距離を走る過酷な使用状況でありながら、一般的なシビアコンディション整備のみで20万kmまで特段のオーバーホール不要で使用できるよう設計されている。なお、赤帽車のエンジンはロッカーカバーも専用品で、赤色の結晶塗装により見た目通り「赤帽」となっていて、赤帽専用の表記も入るなど一般のエンジンとは差別化されている。最高出力などのスペックに関しては一般仕様のエンジンと同等である。その他、以下に代表される多数の専用部品が装備されていた。
- 赤帽専用4気筒EGIエンジン（EN07）（バルブ、ピストン、コンロッド、クランクシャフト、ベアリング等内部パーツの殆どが赤帽専用パーツに変更されている）
- パッド摩耗警報付 フロントベンチレーテッドディスクブレーキ
- 格納式ハンドブレーキレバー
- 2段階開度リヤゲート（パネルバン）
- 無線機等用電源ハーネス
- 高照度ルームランプ（トラック・パネルバン）
- 赤帽専用塗装
- 強化レザー表皮専用シート
- 4輪ABS（6代目以降のモデルに標準装備。）

スバルの軽自動車撤退により、2011年よりダイハツ・ハイゼットやホンダ・アクティが併用されるようになったが、2012年のフルモデルチェンジにより、7代目ベースの赤帽専用サンバーが発売された。2015年にフルモデルチェンジされた8代目ベースの赤帽専用サンバー専用部品は以下の通りである。
- 赤帽専用3気筒エンジン（殆どが赤帽専用パーツに変更されている）
- 赤帽専用39kW（53ps）エンジン（パネルバン並びにセレクティブAWD仕様のバン）
- リヤ4枚車軸式リーフスプリングサスペンション（トラック・オープンバン）
- OEM元のハイゼットトラックのメーカーオプションである「ストロング防錆パック」に相当するアンダーコートとシーラーの塗布量増加（トラック）
- 強化レザー表皮専用シート
- 専用オーバーヘッドシェルフ
- 専用インナーフック

2017年11月のマイナーチェンジではバンの4AT車に「スマートアシストIII」が搭載され、カタロググレード同様に予防安全システムも備わるようになった。
2022年1月にトラックのマイナーチェンジとバンの8代目へのフルモデルチェンジに伴って赤帽専用サンバーもモデルチェンジ。「スマートアシスト」全車標準装備化や赤帽専用サンバー初となるCVTの搭載、バンCVT車とトラックにLEDハイ&ロービームランプとLEDフォグランプ（メッキベゼル付）を新しく装備するなど、カタロググレードに準じた改良が行われた。2022年1月改良モデルにおける赤帽サンバー専用装備は以下の通り
- 運転席・助手席強化塩ビ仕様プリントレザーシート
- 赤帽用インナーフック（トラック・オープンバン・パネルバン）
- スマートインナーミラー&リアビューカメラ（オープンバン・パネルバン・中温冷凍車）[注釈 34]

赤帽車の殆どは個人事業主による運行であり、オーナーによってカスタマイズがなされている個体も多い。

## 農協専売車「JAサンバー」
| 5代目 営農サンバー・JAサンバートラック AWD |  | 5代目 営農サンバー・JAサンバートラック AWD |  | 5代目 営農サンバー・JAサンバートラック AWD |
| 5代目 営農サンバー・JAサンバートラック AWD |  |                                            |  |                                            |

| 6代目 JAサンバートラック AWD |  | 6代目 JAサンバートラック AWD |  | 6代目 JAサンバートラック AWD |
| 6代目 JAサンバートラック AWD |  |                              |  |                              |

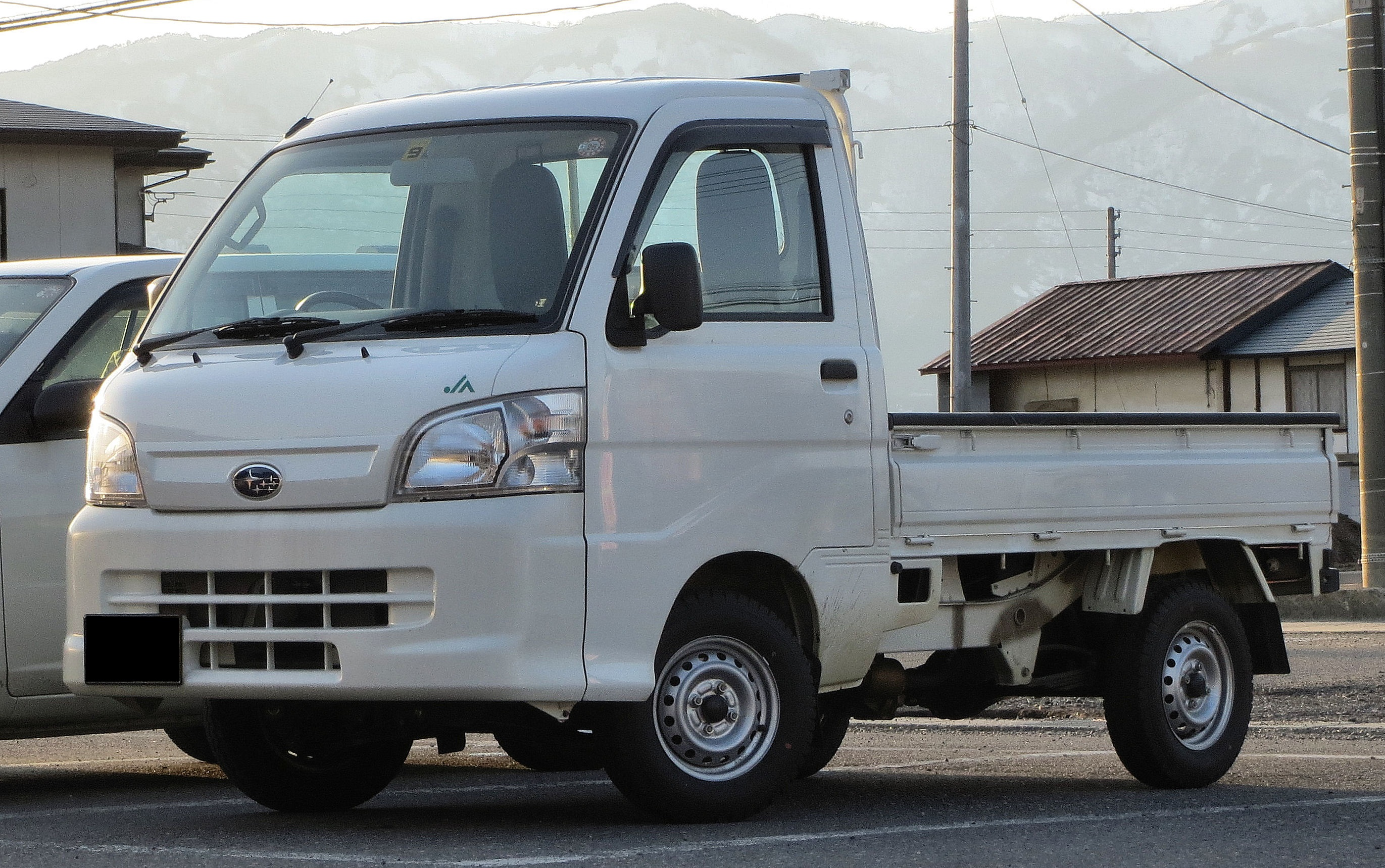
7代目 JAサンバートラック AWD

かつては農協系の専売仕様車として「JAサンバー」（旧「営農サンバー」）が販売されていた。のちに農協が全国的な車両販売から撤退したため、専売仕様車としては一旦消滅した。しかし、個別に代理店となり車両販売を続けるJA向けに2012年5月より7代目サンバートラックをベースとした「JAサンバートラック TCプロフェッショナル」の販売が開始され、事実上、専売仕様車が復活する形となった。2014年9月の8代目へのフルモデルチェンジ、2022年1月の大幅改良モデル発表後も継続されており、地域によってはエリア限定車も存在している。
JA全農向けに「JAサンバー」の専用カタログも存在する。
「JAサンバー」の設定により、カタロググレードには農業従事者向けグレードの設定はされていなかったが、2022年1月のマイナーチェンジで「TA」が設定され、農業従事者向け仕様がJA系以外の販売店にも展開されるようになった（「TA」と異なる点として、エアコン用フィルターがクリーンエアフィルターにグレードダウンする一方、T字フック付き鳥居は使わないときに折り畳み可能な可倒式ストッパーが追加される）。

## カスタムカー

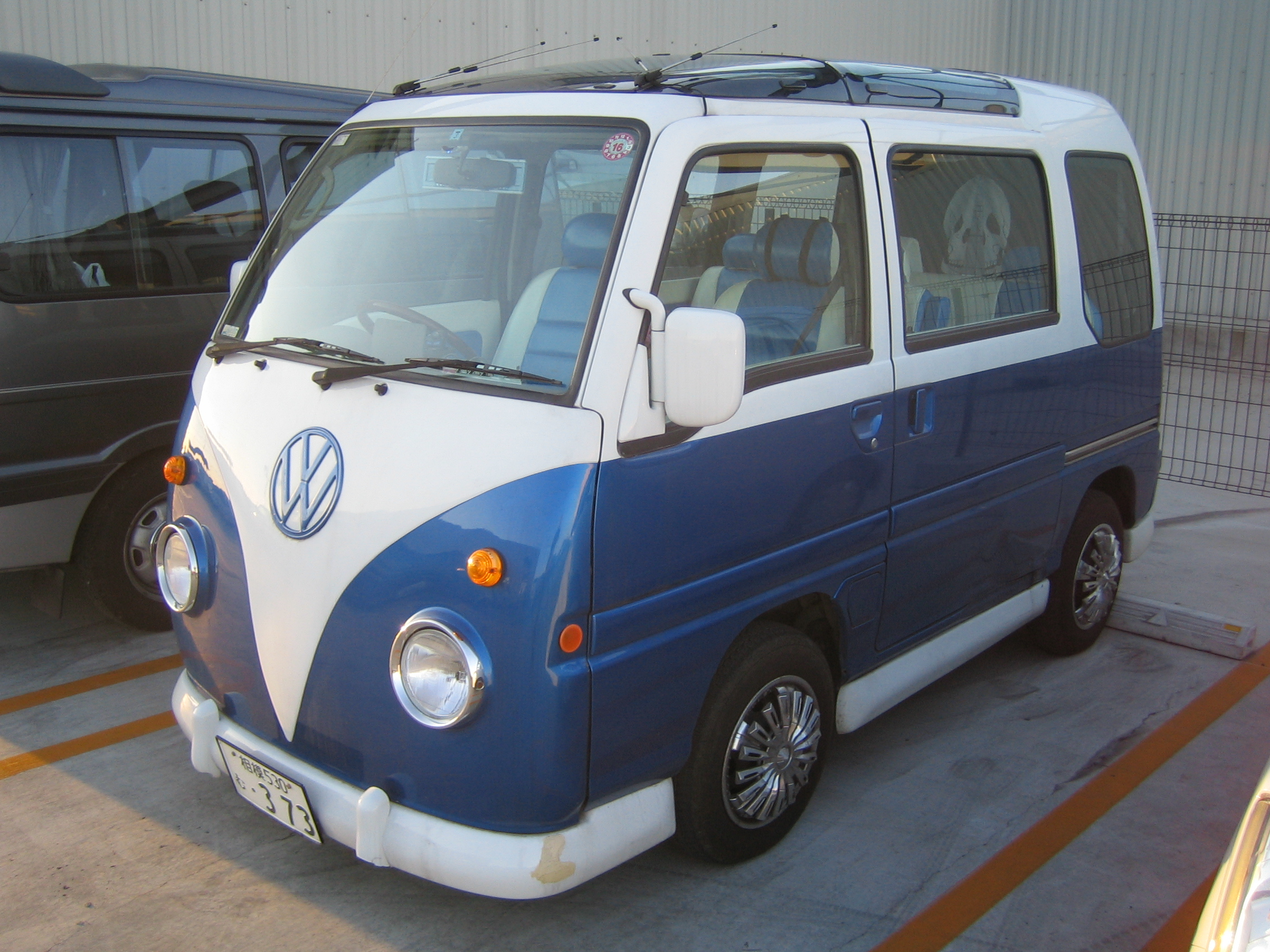
ワーゲンバス仕様

スズキ・エブリイと同様にサンバーをベースとしたカスタムカーが存在し、なかでも初代VWバス風（同車もリアエンジンである）に改造されたモデルは有名である。
これは5代目サンバーに、フォルクスワーゲンタイプII風のフロントマスクを装着したモデルであり、スバルから新車で発売されているものではなく、ベース車を業者に持ち込み、キットを装着して2トーンカラーに塗り替えている。当然ベースのグレードや業者が多数存在するので同じワーゲンバス仕様でも異なるものが多く存在する。
多くのモデルにVWのオーナメントが付いていることから、フォルクスワーゲンの販売車両と勘違いした外国人等から、ヤナセなどのフォルクスワーゲンの販売店に「街中でフォルクスワーゲンの軽自動車を見たので同じ車が欲しい」という問い合わせが相次いで関係者を困惑させ、一時期ヤナセの公式ウェブサイトのよくある質問の項目に「フォルクスワーゲン製の軽自動車は販売しておりません。お問い合わせにある車両は、おそらく日本の軽自動車をフォルクスワーゲン風に改造した車両のことかと思われます。」という旨の文章が掲載されていたことがあった。
また、ロシアのUAZ-452をモデルにしたカスタムカーや、メーカー系のスバルカスタマイズ工房がリリースした「サブロクサンバー」も存在する。
日本ではフレームを改造しなければ登録できるため、フィアット・500やランボルギーニ・カウンタックを模したボディを乗せたカスタムカーも存在する。
サンバーの構造をそのまま流用して製作された、「スリッパ」と呼ばれる低コストな小型バギーが国内のオフロードレースでよく用いられた他、海外のラリーレイドでも日本のプライベーターが持ち込むことがしばしあった。

### 電気自動車仕様
日本郵便の郵便事業は2010年8月16日、ゼロスポーツからサンバーバンを電気自動車仕様に改造した「ゼロEVセラビューバン」1,000台を調達することを発表した。2011年度に更新予定の集配用車両のうち3分の1にあたる1,000台をEVにする方針を事前に発表しており、それが実現する運びであった。
三菱自動車のi-MiEVや同じスバルのプラグイン・ステラなどの競合車が存在するが、ゼロスポーツによる改造車は他社よりも2 - 3割安くなると見られていた。また、上記の競合車が乗用車ベースなのに対して、ゼロEVセラビューバンは商用バンベースで、なおかつ走行用バッテリーを床下に搭載しているため積載面でも有利であった。
しかし、2011年1月に納期が遅れる見込みになったため、郵便事業から契約を解除され、ゼロスポーツが破産の見込みになったため、この話は立ち消えとなった。その2年後の試験導入以降、本格導入分を含めた日本郵便向けのEVは三菱自動車のミニキャブ・ミーブ バン（現:ミニキャブEV）で統一されている。

## 車名の由来
「サンバー」のネーミングは、インド産の水鹿に由来する。